# Warianty tekstowe Nowego Testamentu
Warianty tekstowe Nowego Testamentu – warianty tekstu greckiego 27. ksiąg Nowego Testamentu, które powstały w wyniku zamierzonych lub nieświadomych zmian w tekście pierwotnym dokonanych przez kopistów przy sporządzaniu kolejnej kopii tekstu. Niektóre z wariantów powstały w wyniku błędu, na przykład kiedy oko kopisty zatrzymało się na podobnym słowie, ale znajdującym się w innym miejscu oryginalnego tekstu. Jeżeli oko wróciło na wcześniejsze słowo, powstawało powtórzenie (błąd dittografii). Jeżeli oko spojrzało na dalsze słowo, powstawało opuszczenie (błąd homoioteleuton). W innych przypadkach kopista dodawał tekst z pamięci, z innych paralelnych tekstów (najczęściej miało to miejsce w Ewangeliach synoptycznych). Czasami zmieniał pisownię. Synonimy zastępował substytutami. Zaimki zamieniano w rzeczowniki (zwrot jak „On powiedział” stał się zwrotem „Jezus powiedział”).

## Historia badań
Orygenes był jednym z pierwszych, który zastanawiał się nad różnicami w tekście Nowego Testamentu i deklarował swoje preferencje dla określonych wariantów. W Mat 27,16-17 faworyzował „Barabasz” przeciwko „Jezus Barabasz” (In Matt. Comm. ser. 121). W Jan 1,28 preferował „Bethabara” zamiast „Betania” jako miejsce gdzie Jan chrzcił (Komentarz do Ewangelii św. Jana VI.40 (24)). „Gergeza” raczej niż „Geraza” albo „Gadara” (Komentarz do Ewangelii św. Jana VI.40 (24)). Orygenes odnotował dwa warianty w Hebr 2,9 „z dala od Boga” i „przez łaskę Bożą”. W Komentarzu do Ewangelii Mateusza Orygenes napisał: „Tymczasem jest oczywiste, że istnieje duża różnica między rękopisami; wynika ona bądź z niedbalstwa pewnych kopistów, bądź z niegodziwej śmiałości niektórych, bądź winę za to ponoszą ci, <którzy nie zwracają uwagi>na poprawność tekstów, bądź ci, którzy poprawiając dodają lub usuwają, co im się podoba”.
John Mill w roku 1707 oszacował liczbę wariantów Nowego Testamentu na 30 000. Jednak Mill miał do dyspozycji zaledwie około stu rękopisów NT. Eberhard Nestle, w końcu XIX wieku podał liczbę od 150 000 do 200 000 wariantów. Obecnie Ehrman mówi o 400 000 wariantach a Daniel B. Wallace o 300–400 tysiącach wariantów.
W dalszej części artykułu podana została skrócona lista wybranych wariantów tekstowych Nowego Testamentu.
Niektóre spośród stosowanych skrótów
- it – utworzony od Itala, ale dotyczy wszystkich przekładów starołacińskich (Itala stanowi zdecydowaną większość)
- vg – Vulgata:

- vgs – Wulgata sykstyńska
- vgcl – Wulgata klementyńska
- vgmss – niektóre manuskrypty Wulgaty (z an. Vulgata manuscriptures)
- vgst – Wulgata Stuttgartiana
- vgww – Wulgata, wydanie krytyczne Johna Wordswortha i Henry’ego White’a

- syr – przekłady syryjskie:

- syrcur – kuretoński
- syrh – harkleński
- syrp – Peszitta
- syrpal – palestyński
- syrph – filokseński
- syrsin – synajski

- cop – przekłady koptyjskie:

- copsa – sahidycki dialekt języka koptyjskiego
- copbo – bohairycki dialekt języka koptyjskiego
- copfay – fajumski dialekt języka koptyjskiego
- copach – achmimski dialekt języka koptyjskiego

- arm – przekład ormiański
- goth – przekład gocki (Codex Argenteus)
- geo – przekład gruziński

- geo1 – rękopis Adysz
- geo2 – rękopisy Opiza i Tbet

- eth – przekład etiopski
- Byz (lub 𝔐) – tekst bizantyński
- Lect – lekcjonarze
- TR – Textus receptus
- mss – (niektóre) manuskrypty

## Ewangelia Mateusza

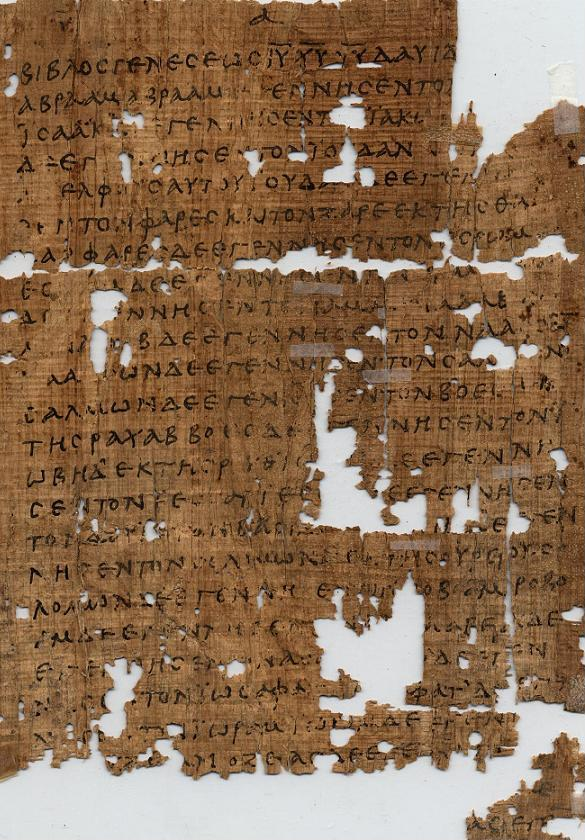
Papirus 1 verso z tekstem Mateusz 1,1-9; w 1,3 zawiera wariant Ζαρε przeciwko Ζαρα

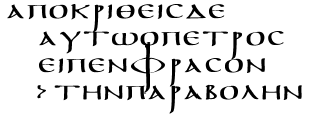
Mateusz 15,15 w kodeksie 0237; wariant „przypowieść”

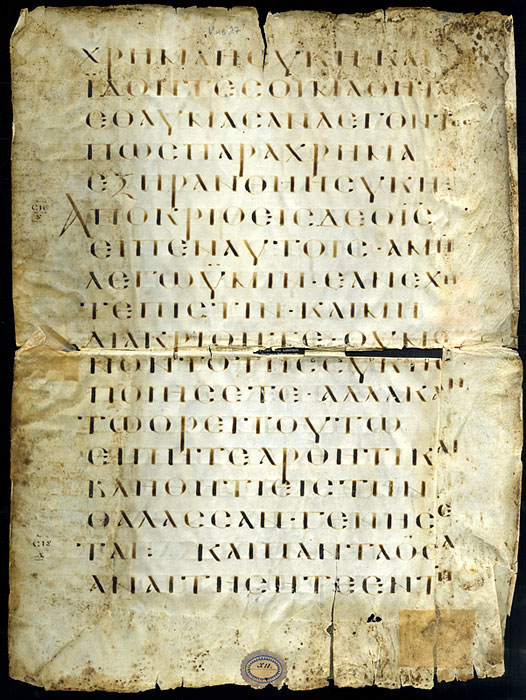
Kodeks 087, Mt 21,19-24

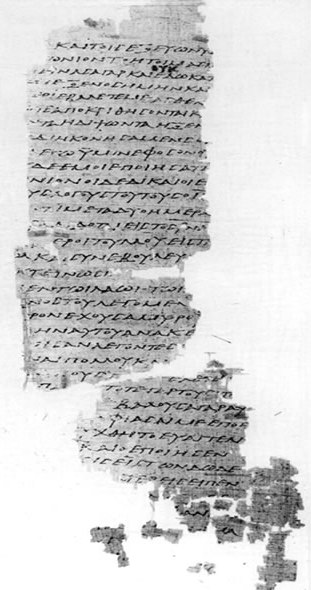
Mateusz 25,41-46 w Chester Beatty I

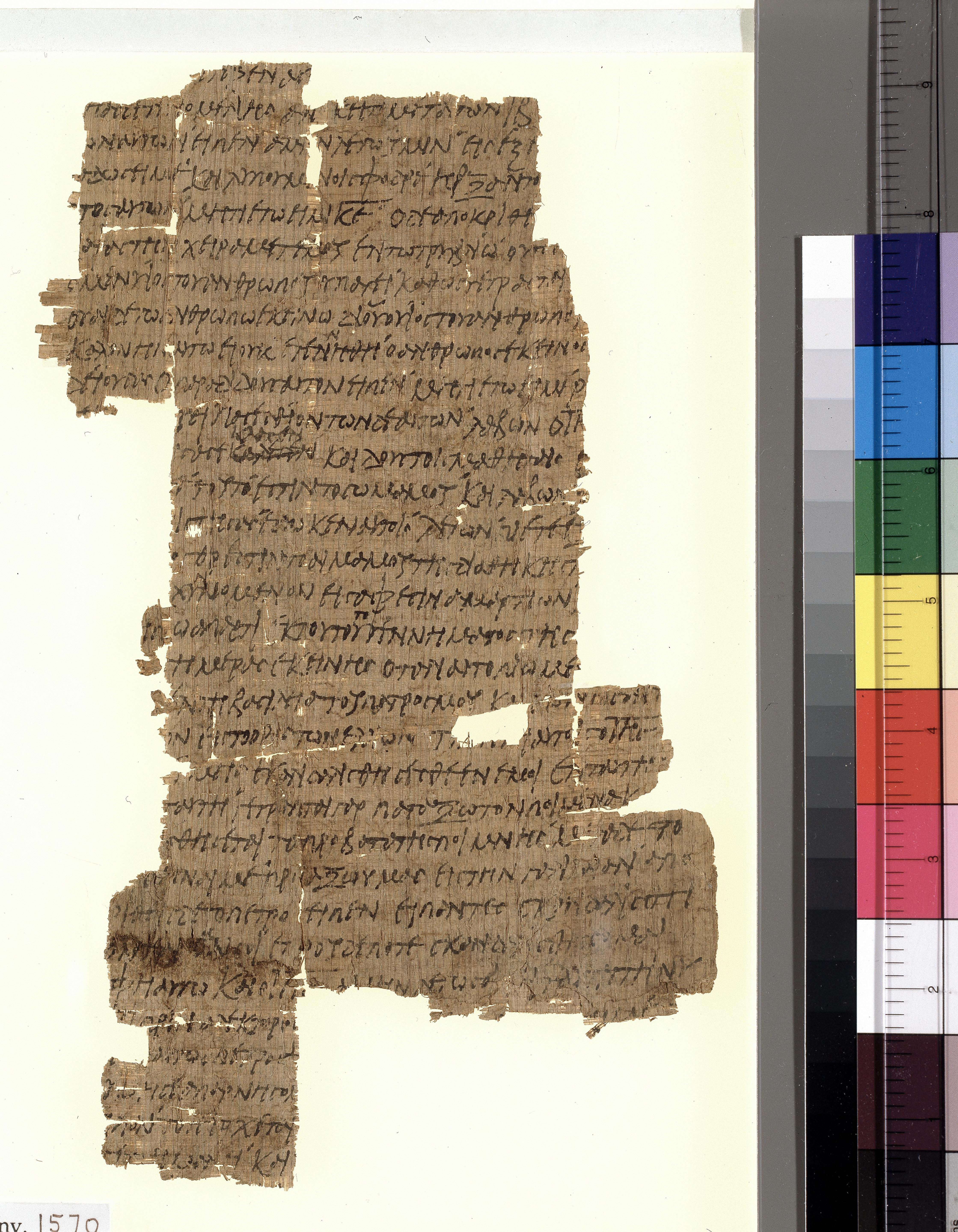
Papirus 37 recto; fragment Mt 26,19-37; w Mt 26,28 przekazuje wariant przymierza

Mateusz 1,24
ἐγερθεὶς (wstał) – א, B, C, Z, 071, f1
διεγερθεὶς (został zbudzony) – C3, D, L, W, 087, f13, Byz mss
Mateusz 1,25
υἱὸν (syn) – א, B, Z, 071, f1, f13, 33
τὸν υἱὸν αὐτῆς τὸν πρωτότοκον (jej pierworodny syn) – C, D, K, L (brak αὐτῆς), W, Δ, Π, 28, 565, 700, 892, 1009, 1010, 1071, 1079, 1195, 1216, 1230, 1241, 1242, 1365, 1646, 2148, 2174, Byz, Lect, ℓ 70, ℓ 185, ℓ 333, ℓ 1761, itaur, f, ff1, vg
Mateusz 2,18
κλαυθμὸς (płacz) – א, B, 0250, f1, it(q), aur, b, c, f, ff1,g1,k, l, 1, vg, syrp, pal, copsa, bo, eth
θρῆνος καὶ κλαυθμός (lament i płacz) – C, D, K, L, W, Δ, Π, f13, 28, 33, 565, 700, 892, 1009, 1010, 1071, 1079, 1195, 1216, 1241, 1253, 1365, 1546, 1646, 2148, 2174, Byz, ℓ 70, ℓ 150, ℓ 185, ℓ 1761, syrcur, syrs, syrh, arm
Mateusz 4,10
ὕπαγε (idź precz) – א, B, C*, K, P, W, Δ, 0233, f1, f13, 565, 700, 892
ὕπαγε ὀπίσω μου (idź precz ode mnie) – C2, D, L, Z, 28, 33, 8922, 1009, 1010, 1071, 1195, 1216, 1230, 1241, 1242, 1253, 1365, 1646, 2148, 2174, Byz, Lect, ℓ 76, itb, d, h, l, vg, syrc, h
ὕπαγε ὀπίσω σου (idź precz za siebie) – syrs
vade retro – ita, aur, c, ff1, g1
Mateusz 5,44
ευλογειτε τους καταρωμενους υμας, καλως ποιειτε τοις μισουσιν υμας (błogosławcie tym, którzy was przeklinają, dobrze czyńcie tym, którzy was nienawidzą) – K, L, W, Δ, Θ, Π, f13, 28, 33, 565, 70, 892, 1009, 1010, 1079, 1195, 1216, 1241, 1242, 1365, 1546, 1646, 2148, 2174, Byz, Lect
brak w א, B, f1 itk syrc, s copsa, bo
Mateusz 5,47
ἐθνικοί (poganie) – א, Β, Δ, f1, 33, 892, 1071, 1216, 1230, 1241, 1365, it, vg
τελῶναι (poborcy podatków) – Κ, L, W, Δ, Θ, Π, f13, 28, 565, 700, 1009, 1010, 1079, 1195, 1242, 1546, 1646, 2148, 2174, Byz, Lect, ith, syrp, goth, geo
Mateusz 6,13 (patrz 1 Krn 29,11-13)
ὅτι σοῦ ἐστιν ἡ βασιλεία καὶ ἡ δύναμις καὶ ἡ δόξα, εἰς τοὺς αἰῶνας. ἀμήν (bo Twoje jest królestwo i moc i chwała na wieki. amen) – K, L, W, Δ, Θ, Π, f13, 28, 33, 565, 700, 892, 1009, 1010, 1071, 1079, 1195, 1216, 1230, 1241, 1242, 1365, 1546, 1646, Byz, Lect
ὅτι σοῦ ἐστιν ἡ βασιλεία καὶ ἡ δύναμις καὶ ἡ δόξα, τοῦ πατρὸς καὶ τοῦ υἱοῦ καὶ τοῦ ἁγίου πνεύματος εἰς τοὺς αἰῶνας. ἀμήν (bo Twoje jest królestwo i moc i chwała, Ojca i Syna i Ducha Świętego na wieki. amen) – 157, 225, 418
ὅτι σοῦ ἐστιν ἡ δύναμις εἰς τοὺς αἰῶνας. ἀμήν (bo Twoja jest moc na wieki. amen) – k
ὅτι σοῦ ἐστιν ἡ δύναμις καὶ ἡ δόξα εἰς τοὺς αἰῶνας. ἀμήν (bo Twoja jest moc i chwała na wieki. amen) – copsa, fay
ὅτι σοῦ ἐστιν ἡ βασιλεία καὶ ἡ δόξα εἰς τοὺς αἰῶνας. ἀμήν (bo Twoje jest królestwo i moc na wieki. amen) – syrc
ὅτι σοῦ ἐστιν ἡ βασιλεία, τοῦ πατρὸς καὶ τοῦ υἱοῦ καὶ τοῦ ἁγίου πνεύματος εἰς τοὺς αἰῶνας. ἀμήν (bo Twoje jest królestwo, Ojca, i Syna i Ducha Świętego na wieki. amen) – 1253
ominięty przez א, B, D, Z, 0170, f1, ℓ 547, it, vg, copbo
Mateusz 6,15
τὰ παραπτώματα αὐτῶν (ich przestępstwa), ominięty przez א, D, 1-118-205-209-1582, 22, 892*, ita, aur, c, ff1, g1, syrh

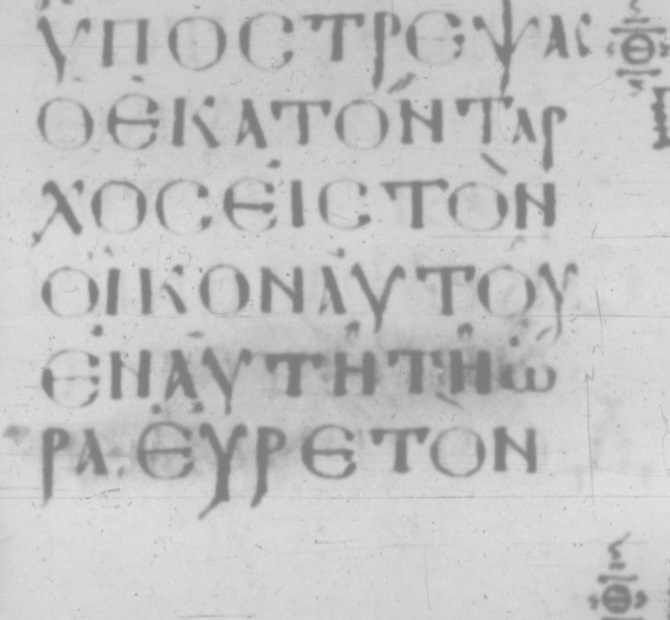
Mt 8,13 w Kodeksie Naniańskim

Mateusz 8,13 (por. Łk 7,10)
και υποστρεψας ο εκατονταρχος εις τον οικον αυτου εν αυτη τη ωρα ευρεν τον παιδα υγιαινοντα (a kiedy setnik powrócił do swego domu tej godziny, znalazł sługę zdrowym) – א, C, (N), U, Θ, (0250), f1, (33, 1241), itg1, syrh.
brak w większości mss
Mateusz 9,34
οἱ δὲ Φαρισαῖοι ἔλεγον ἐν τᾡ ἂρχωντι τῶν δαιμονίων ἐκβάλλει τὰ δαιμόνια (Ale faryzeusze powiedzieli: „On wypędza demony [mocą] księcia demonów”) – opuszczone przez D, ita, d, k, syrsin, Hilary (hiatus w e, syrcur)
Mateusz 12,47
wiersz ominięty przez א, B, L, 1009, ℓ 12, itff1, k, syrc, s, copsa
Mateusz 13,33
ἐλάλησεν αὐτοῖς (powiedział im) – mss tekstu aleksandryjskiego, cezarejskiego i bizantyjskiego
ominięte przez – D, itd, (k), syrsin, syrcur
Mateusza 13,35
- W Ewangelii Mateusza powiedziano zatem: ‘Stało się to po to, aby spełniło się to, co zostało napisane u proroka Asafa’. Taka lekcja znajduje się we wszystkich dawnych kodeksach, lecz ludzie nie znający się na rzeczy usunęli ten fragment. Natomiast wiele wydań Ewangelii do dziś zawiera lekcje: ‘Aby spełniło się to, co zostało napisane przez proroka Izajasza: ‘Otworzę moje usta w przypowieściach i opowiem postanowienia od początku’. Słów tych jednak nie wypowiada Izajasz, lecz Asaf (Orygenes, Hom.Ps. 1/77:2; Hieronim, Kom.Mat. II, 13,35), – Kodeksy א, Θ, f1, f13, 33

Mateusz 14,12
σωμα (ciało) – W, 0106, 0136, Byz, lat, syrh copsa
πτωμα (zwłoki) – א, B, C, D, L, Θ, f1, f13, 33, 565, 700, 892, 1010, 1241, 1424, ite, k, syrs, c, p copbo
Mateusz 15,6
τὸν πατέρα αὐτοῦ (jego ojca) – אa, B, D, ita, d, e, syrc, copsa, geo
τὸν πατέρα ἢ τὴν μητέρα αὐτοῦ (ojca i jego matkę) – Θ, f1, (1216 opuszcza αὐτοῦ), ℓ 184, geoB, Orygenes
τὸν πατέρα αὐτοῦ ἢ τὴν μητέρα (jego ojca albo matkę) – 084, f13, 33, 700, 892, 1071
τὸν πατέρα αὐτοῦ ἢ τὴν μητέρα αὐτοῦ (jego ojca albo jego matkę) – C, K, L, W, X, Δ, Π, 0106, 1009, 1010, 1079, 1195, 1230, 1242, 1253, 1344, 1365, (1546), 1646, 2148, 2174, Byz, Lect
τὸν πατέρα αὐτοῦ καὶ τὴν μητέρα αὐτοῦ (jego ojca i jego matkę) – 565, 1241
Mateusz 15,6 (patrz Marek 7,13)
τὸν λόγον (słowo) – אa, B, D, Θ, 700, 892, 1230, ita, b, d, e, ff1, syrc, s, p, hmg, copsa, bo, arm, eth, geo, Diatessaron, Ireneusz, Orygenes, Euzebiusz, Augustyn
τὸν νόμον (prawo) – א*, b, C, 084, f13, 1010, geo2
τὴν ἐντολήν (przykazanie) – K, L, W, X, Δ, Π, 0106, f1, 33, 565, 1009, 1071, 1079, 1216, 1241, 1242, 1253, 1344, 1365, 1546, 1646, 2148, 2174, Byz, Lect, itaur, c, f, g1, l, q, vg, syrh, Orygenes
Mateusz 15,15
τὴν παραβολὴν ταύτην (przypowieść tę) – C, D, K, L, W, X, Θ, Π, 0119, 33, 565, 1009, 1010, 1071, 1079, 1195, 1216, 1230, 1241, 1242, 1253, 1344, 1365, 1546, 1646, 2148, 2174, Byz, Lect
τὴν παραβολὴν αὐτήν (przypowieść tę) – Δ
ταύτην τὴν παραβολήν (tę przypowieść) – f13
τὴν παραβολήν (przypowieść) – א, B, 0237, f1, 700, 892, copsa, bo, geoB
Mateusz 15,31
λαλοῦντας, κυλλοὺς ὑγιεῖς – C, K, L, P, W, X, Δ, Π, 565, (700c), 1009, 1010, 1071, 1079, 1195, 1242, 1344, 1365, 1546, 1646, 2148, 2174, Byz, ℓ 1231m, ℓ 1761 itd, f, q
λαλοῦντας, κυλοὺς ὑγιεῖς – ℓ 185
λαλοῦντας καὶ κυλλοὺς ὑγιεῖς – D, Θ, f13, 33, 1230, 1253, ℓ 76, syrp, h
ἀκούοντας, κυλλοὺς ὑγιεῖς – B
ἀκούοντας, κυλοὺς ὑγιεῖς – ℓ 211
ἀκούοντας καὶ λαλοῦντας, κυλλοὺς ὑγιεῖς – N, O, Σ,
λαλοῦντας – א, f1, 700*, 892, ℓ 184, it, vg, syr, eth, geo, Orygenes
Mateusz 16,2b-3
Rękopisy tekstu aleksandryjskiego nie zawierają tego tekstu. Również najstarsze bizantyjskie rękopisy nie mają go bądź kwestionują jego autentyczność.
- Tego nie ma w wielu kodeksach (Hieronim, Kom.Mat II:16,2-3) – brak np. w א, B, X, f13, 1216

Mateusz 16,12
της ζυμης των αρτων (kwasu chlebów) – א2, B, L, 892, 1009, 1241
της ζυμης των αρτων των Φαρισαιων και Σαδδουκαιων (kwasu chlebów faryzeuszy i saduceuszy) – א, ff1, syrc
της ζυμης των Φαρισαιων (kwasu faryzeuszy) – 33
των αρτων (chlebów) – f1
της ζυμης του αρτου (kwasu chleba) – C, W, Byz, itc, f, q, syrp, syrh, copsa, bo
της ζυμης (kwasu) – D, Θ, f13, 565, ita, b, ff2, syrs
Mateusza 16,20
- Mateusz zatem według pewnego rękopisu napisał: ‘Wtedy polecił uczniom, aby nikomu nie mówili, że On jest Mesjaszem.(...) Trzeba także wiedzieć, że niektóre rękopisy Ewangelii według Mateusza mają: ‘Surowo przykazał’ (Orygenes, Kom.Mt. 12:15)

Mateusz 17,21
werset opuszczony przez א, B, Θ, 33, 892, syrc, pal, copsa, bo, arm, eth
werset występuje w C, D, K, L, W, X, Δ, Π, f1, f13
Mateusza 18,1
- [Mateusz] oddał według jednych rękopisów: ‘W tym czasie uczniowie przystąpili do Jezusa’, według zaś innych: ‘W tym dniu’ (Orygenes, Kom.Mt. 13:14)

Mateusz 18:11
werset opuszczony przez א, B, L*, Θ, 33, 892txt, it, syr, cop
Mateusz 19,29
ἐκατονπλασίονα (stokrotnie) – א, C, D, W, Θ, f1, f13, 28, 33, 565, 700, 892, 1009, 1071, 1079, 1195, 1216, 1230, 1241, 1242, 1253, 1344, 1365, 1546, 2148, 2174, Byz, Lect, it, vg, syr, copbo, arm, eth
πολλαπλασίονα (wielokrotnie) – B, L, 1010, syrpal, copsa, ethmss
Mateusz 20,28
D, Φ, syrcur, vgmss zawierają dodatek:

„Ale wy dążcie, by wzrastać z tego, co jest małe, a z większego mniejszym być. Kiedy wejdziecie do domu wezwani na obiad, nie siadajcie na prominentnych miejscach, aby nie wszedł ktoś dostojniejszy od ciebie i gospodarz nie przyszedł, i nie powiedział tobie: Usiądź niżej. I będziecie zawstydzeni. Lecz jeśli usiądziesz na niższym miejscu i przyjdzie do ciebie ktoś niższy, wtedy gospodarz powie tobie: Usiądź wyżej. Będzie to dla ciebie korzystne.”

Mateusz 21,10
γαμος (wesele) – B1, D, W, Θ, 085, 0161, f1, f13, Byz
νυμφων (oblubieniec) – א, B, L, 0138, 892, 1010
αγαμος – C
Mateusz 21,31
ὁ πρῶτος (pierwszy) – א, C*, K, W, Δ, Π, Byz
ὁ δεύτερος (drugi) – 4, 273
ὁ ὕστερος (następny) – B
ὁ ἔσχατος (ostatni) – D, Θ, f13
Mateusz 21,44
Καὶ ὁ πεσὼν ἐπὶ τὸν λίθον τοῦτον (A kto upadnie na ten kamień) – א, B, C, K, L, W, X, Δ, Π, 0138, 33, 892, 1010, 1546, f1, f13, 28, 565, 700, 892, 1009, 1010, 1071, 1195, 1216, 1230, 1241, 1242, 1253, 1344, 1365, 1646, 2148, 2174, Byz, Lect, it, vg, syr, cop, arm, eth, geo
ὁ πεσὼν ἐπὶ τὸν λίθον τοῦτον (Kto upadnie na ten kamień) – Θ, 1079, 1546
cały wiersz opuszczony przez {\displaystyle {\mathfrak {P}}^{104}}, D, 33, ita, b, d, e, ff1, ff2, r1, syrsin, Ireneuszlat, Orygenes, Euzebiusz
Mateusz 23,26
καὶ τῆς παροψίδος (i w misie) – B, C, L, W, 33, Byz, cop
ominięty przez D, Q, 1-118-209-1582, 700, ita, d, e, ff1, r1, syrsin, geo, Ireneuszlat, Klemens (hiatus w b, syrcur)
Mateusz 23,35
εως του αιματος Ζαχαριου (aż do krwi Zachariasza) – א
εως του αιματος Ζαχαριου υιου Βαραχιου (aż do krwi Zachariasza, syna Barachiasza) – pozostałe rękopisy
Mateusz 23,38
ἔρημος (pustynia) – mss zachodnie, cezarejskie, bizantyjskie i niektóre aleksandryjskie
opuszczone przez {\displaystyle {\mathfrak {P}}^{77}}?, B, L, ℓ 184
Mateusza 24,36
zwrot „ani syn” zawierają – א* (tekst pierwotny oraz jego druga korekta; pierwszy korektor usunął „ani syn”, drugi przywrócił), B, D, Θ, Φ, f13, 28, 1195, 1230*, 2680, al, it, vgmss, syrpal, Diatessaron, Ireneusz, Hilary, Ambroży, Orygenes, Chryzostom, Augustyn, Cyryl
zwrot „ani syn” pomijają – א1, L, W, Y, Δ, Π, Σ, 0133, f1, 22 – 2174, Byz, itg, l, vg, syrsin, syrp, syrh, cop, Orygenes (znał oba warianty), Bazyli, Hieronim (znał oba warianty) i in.
- ‘O dniu zaś owym i o godzinie nikt nie wie, ani aniołowie niebiescy, tylko sam Ojciec’. W niektórych kodeksach łacińskich dodano: ‘ani Syn’, podczas gdy w greckich, a szczególnie w manuskryptach Adamantiusa i Pieriusa nie jest to dopisane. Ponieważ jednak w niektórych to można przeczytać (Hieronim, Kom.Mat. IV:24,36)

Mateusz 25,17
ἐκέρδησεν (zyskał) – א, B, C*, L, 33, 892, 1010, 1546, itaur, g1, l, vg, syrp, pal, copsa, bo, arm, eth
καὶ αὐτὸς ἐκέρδησεν (i on zyskał) – D, itd
ἐκέδησεν καὶ αὐτός (zyskał i on) – A, C3, K, W, X, Δ, Θ, Π, 074, f1, f13, 28, 565, 700, 1009, 1071, 1079, 1195, 1216, 1230, 1241, 1242, 1253, 1344, 1365, 1646, 2174, Byz, Lect, ith, syrh
Mateusz 26,28
διαθήκης (przymierza) – mss aleksandryjskie oraz Θ
καινῆς διαθήκης (nowego przymierza) – mss zachodnie, cezarejskie i bizantyjskie
Mateusz 27,4
ἀθῷον (niewinny) – א, B*, C, K, W, X, Δ, Π, Byz, Lect
δίκαιον (sprawiedliwy) – B2mg, L, Θ
Mateusz 27,9
ἐπληρώθη τὸ ῥηθὲν διὰ Ἰερεμίου τοῦ προφήτου (wypełniło się słowo powiedziane przez Jeremiasza proroka) – ominięte słowo Ιερεμιου (Jeremiasza) w manuskryptach: Φ, 33, ita, b, syrs, syrp, copbo
ἐπληρώθη τὸ ῥηθὲν διὰ Ζαχαρίου τοῦ προφήτου (wypełniło się słowo powiedziane przez Zachariasza proroka) – 22, syrhmg
ἐπληρώθη τὸ ῥηθὲν διὰ Ἰησαίου τοῦ προφήτου (wypełniło się słowo powiedziane przez Izajasza proroka) – 21
Mateusz 27,16
Ἰησοῦν τὸν Βαραββᾶν (Jezus Barabasz) – Θ, f1, 700*, syrs, pal, arm, geo2
τὸν Βαραββᾶν (Barabasz) – B, 1010, Orygenes
Βαραββᾶν (Barabasz) – א, A, D, K, L, W, Δ, Π, 064, f13, 565, 700c, 892, 1009, 1071, 1079, 1195, 1216, 1230, 1241, 1242, 1253, 1344, 1365, 1546, 1646, 2148, 2174, Byz, Lect, copsa, bo, goth
Mateusz 27,49 (por. J 19,34)
ἄλλος δὲ λαβὼν λόγχην ἒνυξεν αὐτοῦ τὴν πλευράν, καὶ ἐξῆλθεν ὕδορ καὶ αἷμα (inny wziął włócznię i przebił Jego bok, i natychmiast wyszła woda i krew), ten wariant pochodzi z Jan 19,34 – występuje w rękopisach א, B, C, L, U, Γ, 1010, 1293, syrpal, ethmss, nie posiadają go rękopisy: A, D, E, F, G, H, K, M, S, W, Δ, Θ, Σ, 090, Byz, it, am, syrcur, copsa, bo, arm, geo); nie występuje w późnych aleksandryjskich rękopisach 892
Mateusz 28:19
Πορευθέντες οὖν (pominięte: οὖν | א, A, ƒ13, Byz) μαθητεύσατε πάντα τὰ ἔθνη βαπτίζοντες (–σαντες | B, D) αὐτοὺς εἰς τὸ ὄνομα τοῦ πατρὸς καὶ τοῦ υἱοῦ καὶ τοῦ ἁγίου πνεύματος (Idźcie więc i nauczajcie wszystkie narody, chrzcząc je w imię Ojca i Syna, i Ducha Świętego) – א, A, B, D, W, ƒ1,13, Byz, latt, syr, cop
Πορευθέντες μαθητεύσατε πάντα τὰ ἔθνη ἐν τῷ ὀνόματί μου (Idźcie, nauczajcie wszystkie narody w moim imieniu) – Euzebiuszprzednicejski
לכו אחם (Idźcie) – EMSzTb

## Ewangelia Marka

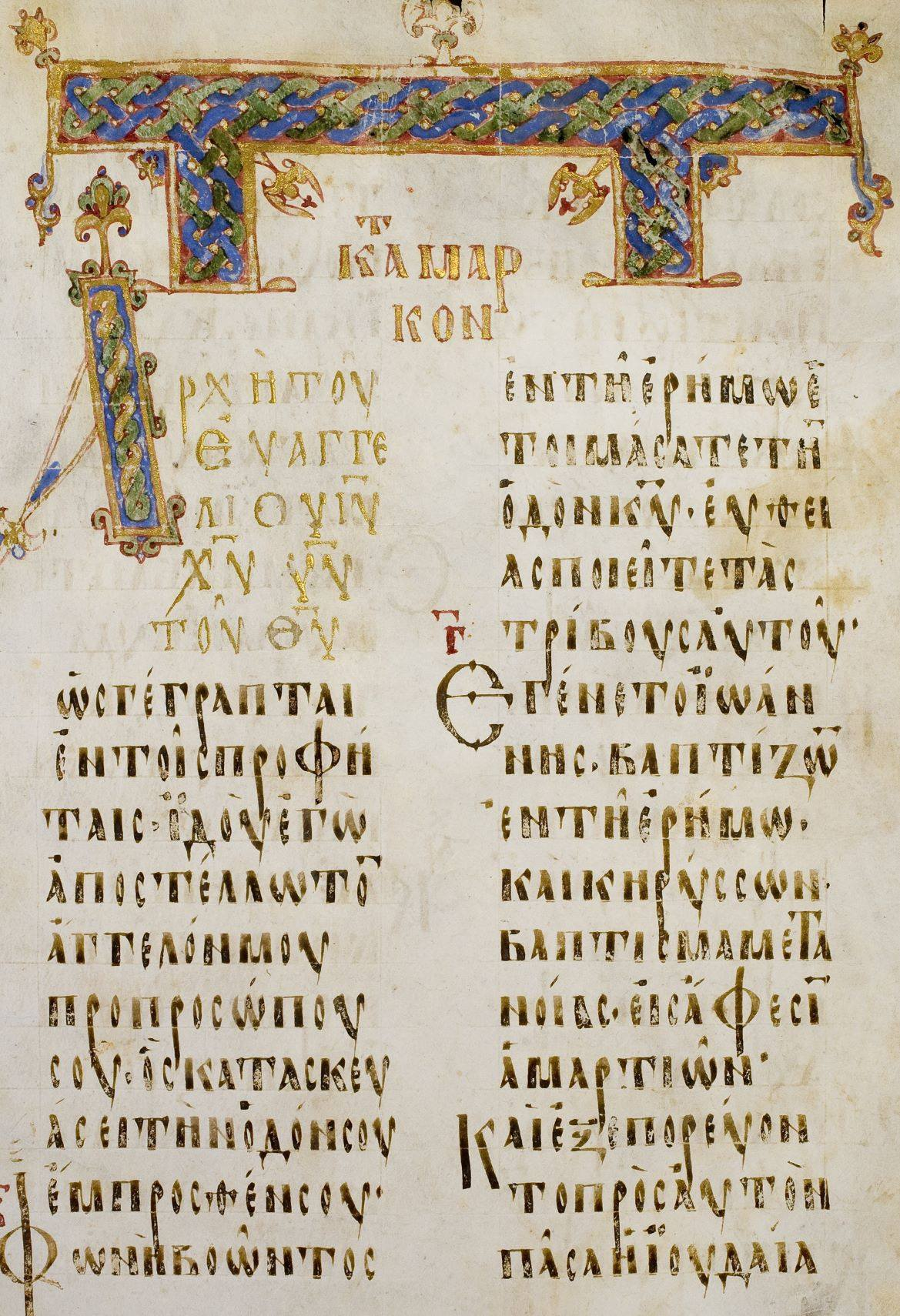
Codex Boreelianus, Marek 1,1-5a

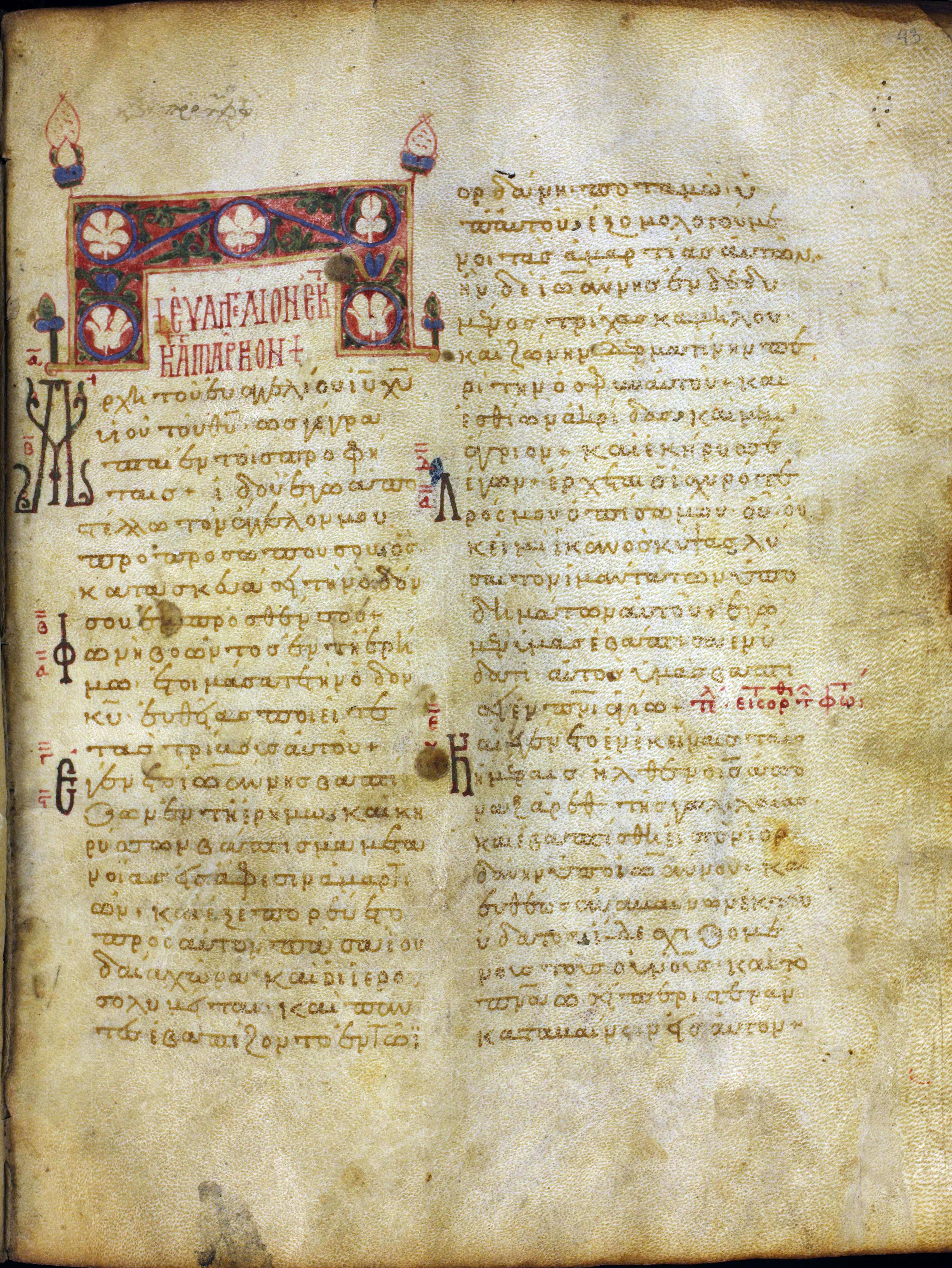
Kodeks 543, w Mk 1,2 wariant – ἐν τοῖς προφήταις, Mk 1,8 – ἐν πνεύματι ἁγίῳ

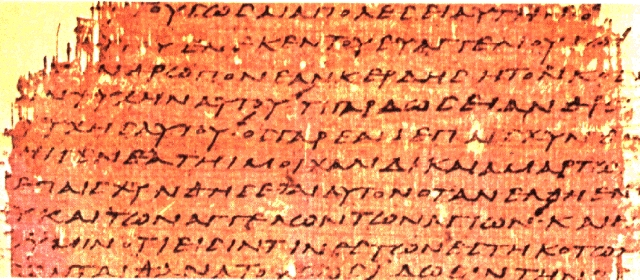
Marek 8,35-9,1 z Papirusu 45

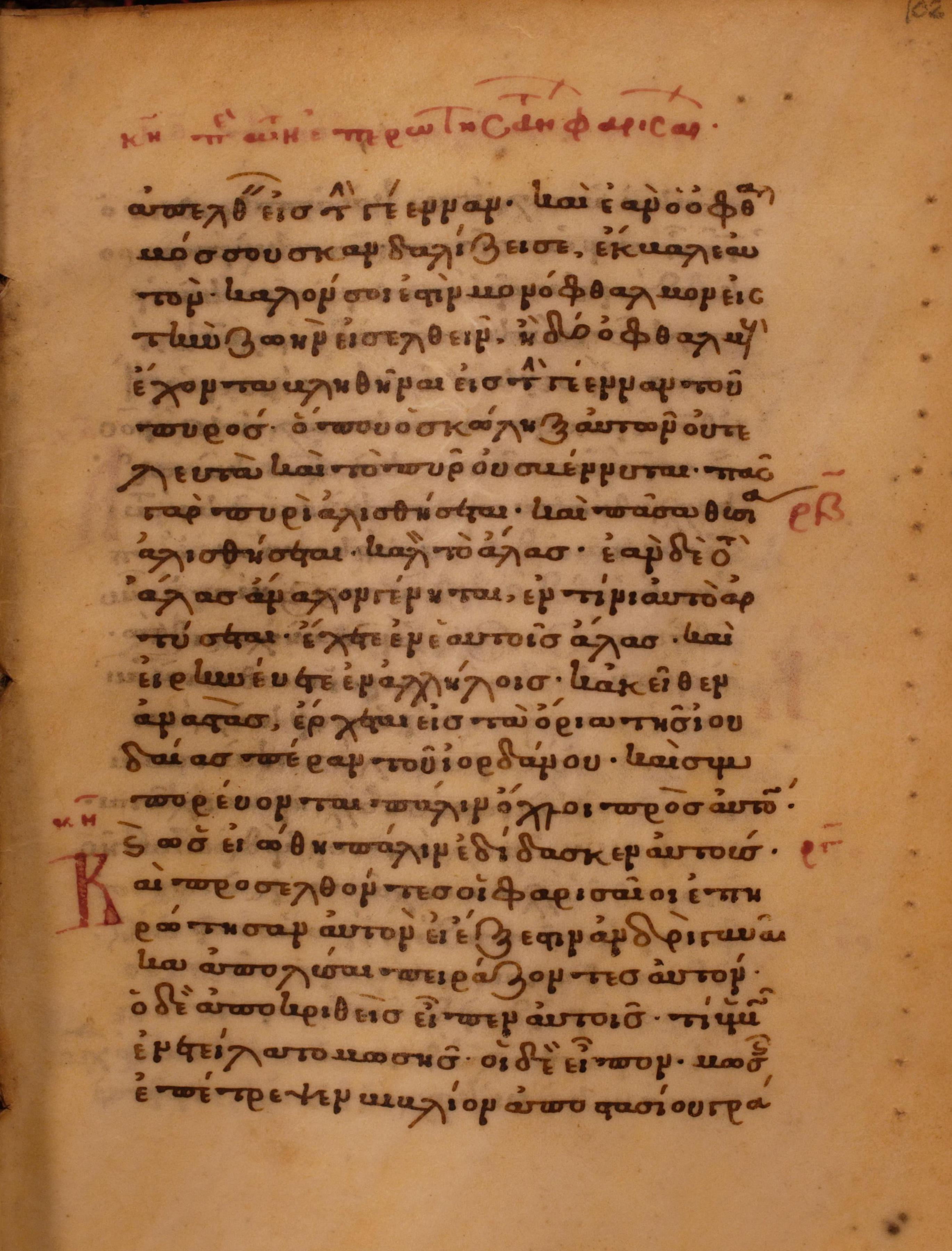
Minuskuł 544 z tekstem Mk 9,42-10,4; brak wierszy 44 i 46

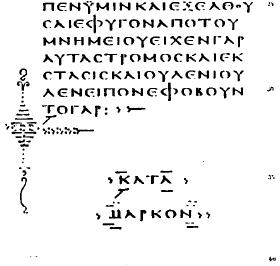
Zakończenie Marka w Kodeksie Watykańskim

Marek 1,2
ἐν τοῖς προφήταις (u proroków) – A, W, f13, Byz
ἐν τῷ Ἠσαἲᾳ τῷ προφήτῃ (u Izajasza proroka) – א, B, L, D
ἐν Ἠσαἲᾳ τῷ προφήτῃ (u Izajasza proroka) – D, Θ, f1
Marek 1,8
ἐν πνεύματι ἁγίῳ (Duchem Świętym) – א, A, D, K, W, Δ, Θ, Π, f1, f13,
πνεύματι ἁγίῳ – B, L
ἐν πνεύματι ἁγίῳ καὶ πυρί (Duchem Świętym i ogniem) – P, 1195, 1241, ℓ 44, syrh
Marek 1,13
καὶ ἦν ἐν τῇ ἐρημω (był na pustyni) – א, A, B, D, L, Θ, 33, 579, 892, 1342, 2427
καὶ ἦν ἐκει ἐν τῇ ἐρημω (był tam na pustyni) – W, Δ, 157, 1241, Byz, TR
καὶ ἦν ἐκει (był tam) – 28, 517, 565, 700, f1, Rodzina Π, syrs
ominięte – f13
hiatus – C, Ψ, syrc
Marek 1,14
εὐαγγέλιον (ewangelię) – א, Β, L, Θ, f1, f13, 28, 33, 565, 892
εὐαγγέλιον τῆς βασιλείας (ewangelię królestwa) – Α, D, Κ, W, Δ, Π, 074, 0133, 0135, 28mg, 700, 1009, 1010, 1071, 1079, 1195, 1216, 1230, 1241, 1242, 1253, 1344, 1365, 1546, 1646, 2148, 2174, Byz, Lect, lat, syrp, copbo
Marek 1,41
σπλαγχνισθεις – większość mss
οργισθεις – Kodeks Bezy a ff2 r1
Marek 2,26
ἐπὶ Ἀβιαθαρ ἀρχιερέως (kiedy Abiatar był wielkim kapłanem) – א, A, B, K, L, 892, 1010, 1195, 1216, 1230, 1242, 1344, 1365, 1646, 2174, Byz, ℓ 69, ℓ 70, ℓ 76, ℓ 80, ℓ 150, ℓ 299, ℓ 1127, ℓ 1634, ℓ 1761, arm
ἐπὶ Ἀβιαθαρ τοῦ ἀρχιερέως (kiedy Abiatar był wielkim kapłanem) – A, C, Θ, Π, 074
ἐπὶ Ἀβιαθαρ τοῦ ἱερέως (kiedy Abiatar był kapłanem) – Δ, itf
fraza ominięta przez rękopisy: D, W, 1009, 1546, ita, b, d, e, ff2, i, r1, t, syrs
Marek 4,19
η αγαπη του πλουτου (miłość bogactwa) – Δ
η απατη του πλουτου (złudzenie bogactwa) – א, A, Β, C, E, Byz
απαται του πλουτου (złudzenia bogactwa) – W
απαται του κοσμου (złudzenia świata) – D (Θ, 565)
Marek 4,19
και αι περι τα λοιπα επιθυμιαι (i pożądanie innych rzeczy) – reszta mss
brak – D, (Θ), W, f1, 28, (565, 700), it
Marek 4,24
καὶ προστεθήσεται ὑμῖν (i zostanie wam dodane) – א, B, C, L, Δ, 700, 892
καὶ προστεθήσεται ὑμῖν τοῖς ἀκούουσιν (i zostanie dodane wam słuchającym) – A, K, Π, 0107, Byz
ominięte – D, W, 565
Marek 5,9
απεκριθη λεγων (odpowiedział mówiąc) – E, 565, 700, 1010
απεκριθη (odpowiedział) – D
λεγει αυτω (mówi mu) – pozostałe mss
Marek 5,9
λεγιων ονομα μοι (Legion imię moje) – א, B, C, L, Δ
λεγεων (legiony) – A, W, Θ, f1, f13, Byz
Marek 6,33
ἐκεῖ καὶ προῆλθον αὐτούς – א, B, 0187 (ominięte εκει), 892, ℓ 49, ℓ 69, ℓ 70, ℓ 299, ℓ 303, ℓ 333, ℓ 1579, (ℓ 950 αυτους), itaur, vg, (copsa, bo)
ἐκει καὶ προσηλθον αὐτοῖς – L, 1241, (Δ, Θ, ℓ 10 αὐτοῖς), ℓ 12, ℓ 80, ℓ 184, ℓ 211, ℓ 1127, arm, geo
ἐκεῖ καὶ συνῆλθον αὐτῷ – Dgr, itb
ἐκεῖ καὶ συνῆλθον αὐτοῦ – 28, 700
ἐκεῖ καὶ ἢλθον αὐτοῦ – 565, it(a), d, ff, i, r, Diatessaron
καὶ ἢλθον ἐκεῖ – f1
προηλθον αὐτὸν ἐκεῖ – syrp
πρὸς αὐτούς καὶ συνῆλθον πρὸς αὐτον – 33
ἐκεῖ καὶ προῆλθον αὐτοῖς καὶ συνῆλθον πρὸς αὐτον – K, Π, (f13 συνεισηλθον πρὸς αὐτούς), 1009, 1010, 1071, 1079, 1195, 1216, 1230, 1242, 1365, 1546, 1646, 2148, 2174, Byz
ἐκεῖ καὶ προῆλθον αὐτοῖς καὶ συνέδραμον πρὸς αὐτον – A
ἐκει – W, ℓ 150, itc
Marek 6,51
ἐξίσταντο – א, B, L, Δ, 28, 892, itc, ff2, i, l, vg, syrs, copsa, bo, geo
ἐξεπλήσσοντο – f1
ἐξίσταντο καὶ ἐθαύμαζον – A, D, K, W, X, Θ, Π, f13, 33, 565, 700, 1009, 1010, 1079, 1195, 1216, 1230, 1241, 1242, 1253, 1344, 1365, 1546, 1646, 2148, 2174, Byz, Lect
ἐθαύμαζον καὶ ἐξίσταντο – 517, 1424
Marek 7,16
werset ominięty przez א, Β, L, Δ, 28
Marek 8,10
τὰ μέρη Δαλμανουθά – א, Α, Β, C, K, L, X, Δ, Π, 0131, 33, 700, 892, 1009, 1010, 1195, 1216, 1230, 1242, 1253, 1344, 1365, 1546, 1646, 2148, 2174, Byz, Lect, it, vg, syr, cop
τὰ ὂρη Δαλμανουθά (góry Dalmanuta) – 1071
τὸ ὂρος Δαλμανοῦναι (góra Dalmanuta) – W
τὰ ὅρια Δαλμανουθά (kraj Dalmanuta) – 1241
τὸ ὂρος Μαγεδά (góra Megiddo) – 28
τὰ ὅρια Μελεγαδά – Dgr
τὰ μέρη Μαγδαλά – Θ f1, f13, ℓ 80
τὰ μέρη Μαγεδά – 565
Marek 8,29
συ ει ο Χριστος – większość mss
συ ει ο Χριστος ο υιος του θεου – א, L, r1
συ ει ο Χριστος ο υιος του θεου του ζωντος – W f13 b syrp copsa
Marek 9,29
προσευχη – א*, Β, itk, geo, Klemens
προσευχη και νηστεια – A, C, D, K, L, W, X, Δ, Θ, Π, Ψ, f1, f13, 28, 33, 565, 700, 892
νηστεια και προσευχη – syr, cop, arm, eth
Marek 9,49
πας γαρ πυρι αλισθησεται (każdy bowiem ogniem zostanie osolony) – (א εν πυρι) B, L, W, Δ, f1, f13, 28, 565, 700, ℓ 260, syrs, copsa
πασα γαρ θυσια αλι αλισθησεται – D, it
πας γαρ πυρι αλισθησεται και πασα θυσια αλι αλισθησεται (każda ofiara solą zostanie osolona) – A, (C εν πυρι), K, (X πυρι αλι αλισθησεται), Π, (Ψ θυσια αναλωθησεται)
πας γαρ πυρι αναλωθησεται και πασα θυσια αλι αλισθησεται (każdy bowiem zostanie ogniem spalony i każda ofiara solą osolona) – Θ
θυσια αναλωθησεται (ofiarą spaloną) – Ψ.
Marek 10,2
προσελθόντες Φαρισαῖοι (przyszli faryzeusze) – A, B, K, L, Γ, Δ, Ψ, f13, 28, 700, 892, 1010, 1079, 1546, 1646, Byz, copbo, goth
προσελθόντες οἱ Φαρισαῖοι (przyszli faryzeusze – rozmaita kolejność słów) – א, C, X
ominięte przez D, ita, b, d, k, r1, syrsin (syrcur)
Marek 11,26
werset ominięty przez א, B, L, W, Δ, Ψ, 565, 700, 892, 1216, itk, l, syrs, pal, cop
werset występuje w K, X, Θ, Π, 28, Byz
Marek 14,39
τὸν αὐτὸν λόγον εἰπών (tymi słowami) – opuszczony przez D, ita, b, c, d, ff2, k, (syrcur)
Marek 15,28
Wers pominięty przez א, B, C, D, Ψ, k, syrs, cop
Marek 15,34 (por. Ps 22,2)
ἐγκατέλιπές με (zostawiłeś mnie) – א, B, Ψ, 059, vg, syrs, p, copsa, bo, fay, geo
ἐγκατέλειπές με (zostawiłeś mnie) – L, 0112, 565, 892
με ἐγκατέλιπες (mnie zostawiłeś) (por. Mt 27,46) – C, P, X, Δ, Θ, Π2, f1, f13, 28, 700, 1010, 1071, 1079, 1195, 1216, 1230, 1241, 1242, 1253, 1344, 1365, 1546, 1646, 2148, 2174, Byz, Lect, it, goth
με ἐγκατέλειπες (mnie zostawiłeś) – A, Π*
με ἐγκατέλειπας (mnie zostawiłeś) – K, 1009, (ℓ 70)
με ἐγκατέλιπας (mnie zostawiłeś) – 33
ὠνείδισάς με (obraziłeś mnie) – D, itc, (i), k, syrh
Marek 16,8-20

## Ewangelia Łukasza

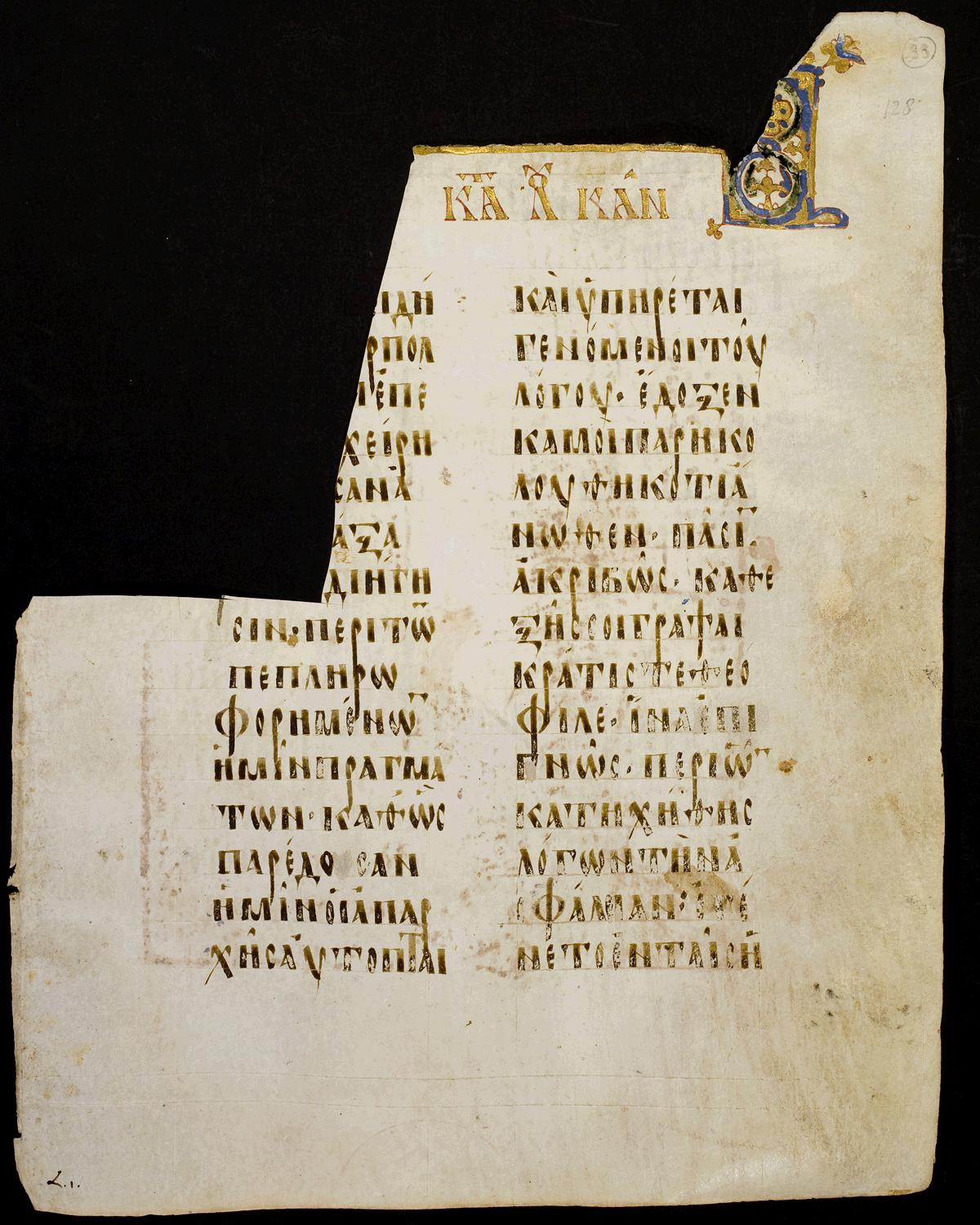
Codex Boreelianus, początek Łukasza

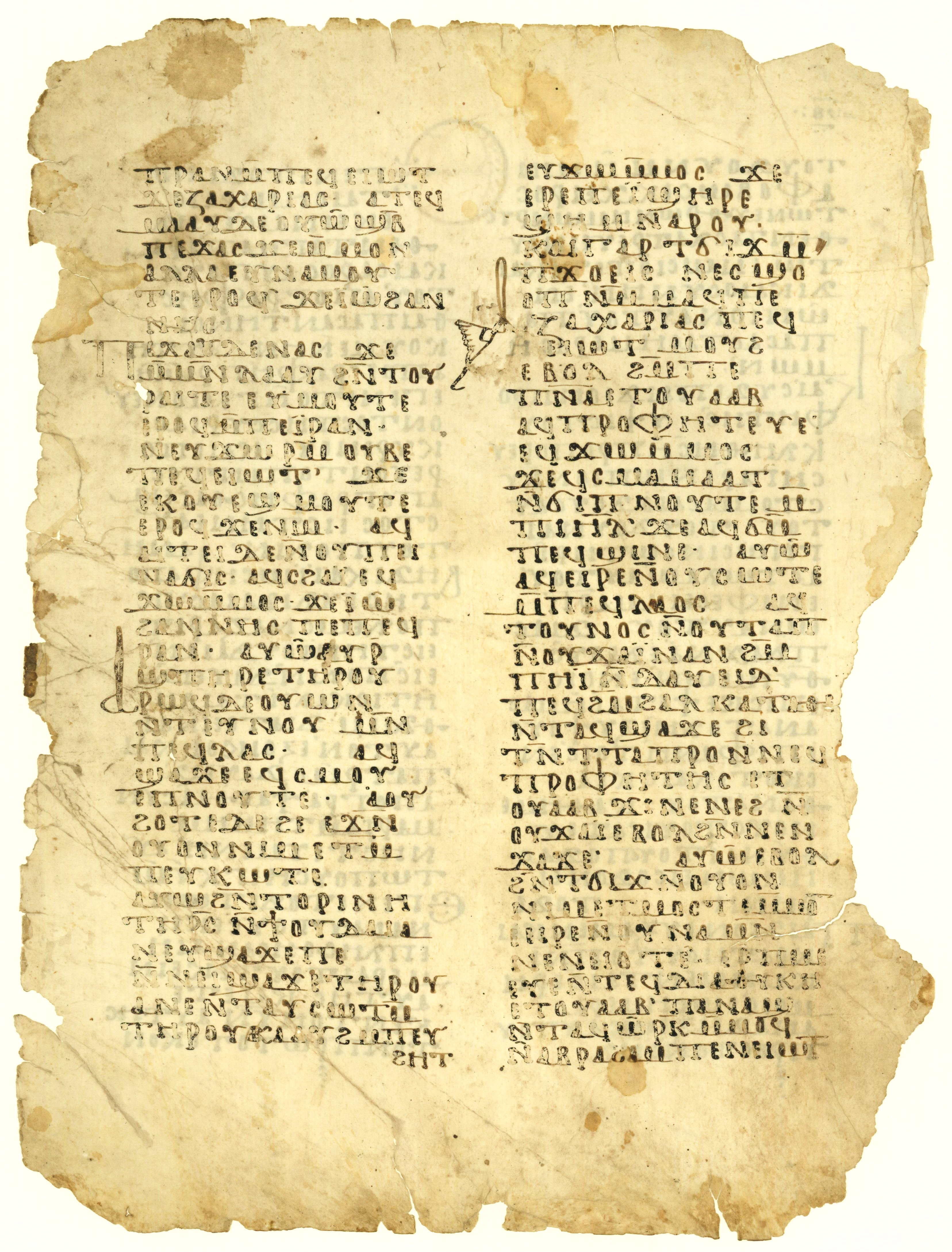
Kodeks 0177 z Łk 1,59-73

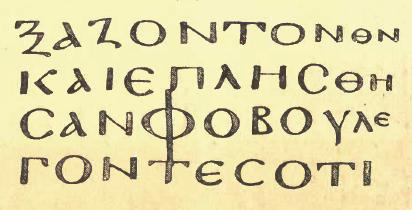
Łk 5,26 w Nitriensis (Scrivener’s facsimile)

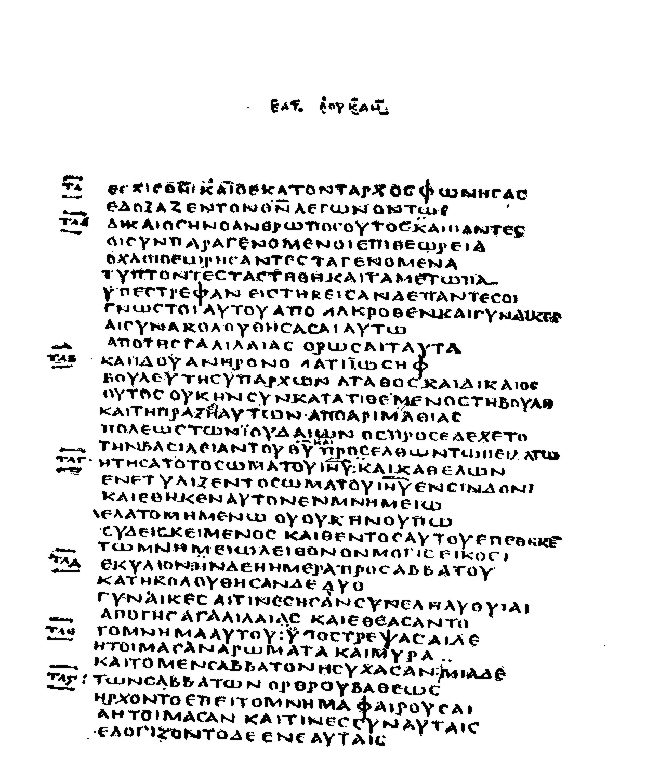
Kodeks Bezy, z tekstem Łk 23,47-24,1 (sparafrazowany)

Łukasz 2,7
φατνη (żłób) – א, A, B, D, L, W, Θ, Ξ, 700
τη φατνη (żłób) – Ψ, 053, f1, f13, Byz
τω σπηλαιω φατνη (żłób w jaskini) – Orygenes (Epifaniusz)
Łukasz 2,9
εφοβηθησαν σφοδρα (bardzo się przerazili) – Β
εφοβηθησαν φοβον μεγαν (przerazili się wielkim strachem) – א, A, D, L, Ψ, 053, f1, f13, Byz
εφοβηθησαν φοβον μεγαν σφοδρα (przerazili się bardzo wielkim strachem) – W, copsa
Łukasz 2,21
επλησθησαν (dokonały) – א, Β, A, L, Ψ, 053, f1, f13, Byz
επληρωθησαν (wypełniły) – Θ, 33
συνετελεσθησαν (ukończyły) – D, copsa
Łukasz 2,21
αυτον και εκληθη (Go i nazwano) – א, Β, A, L, Ψ, 053, f1, Byz
αυτον εκληθη (Go nazwano) – Θ, f13, 565
το παιδιον ωνομασθη (Dziecko nazwano) – D
Łukasz 2,22
αὐτῶν (ich) – א, A, B, K, L, W, Δ, Θ, Ξ, Π, Ψ, 053 i inne
αὐτου (jego) – D, 2174, syrs, copsa
αὐτῆς (jej) – 76
ominięte – 435, copbo
Łukasz 2,37
osiemdziesiąt cztery lat
siedemdziesiąt lat – א
Łukasz 2,38
καὶ αὐτῇ τῇ ὥρᾳ (i tej godziny) – א, A, B, D, L, W, Δ, Ξ, Ψ, 0130, 28, 33
καὶ αὕτη αὐτῇ τῇ ὥρᾳ (i która tej godziny) – Θ, 053, f1, f13, Byz
Łukasz 3,36
τοῦ Καϊνὰμ (syna Kainama) – pominięte przez {\displaystyle {\mathfrak {P}}^{75}}, D
Łukasz 4,17
ἀνοίξας (otworzył) – B, A, L, W, Ξ, 33, 892, 1195, 1241, ℓ 547, syrs, h, pal, copsa, bo
ἀναπτύξας (rozwinął) – א, Dc, K, Δ, Θ, Π, Ψ, f1, f13, 28, 565, 700, 1009, 1010, 1071, 1079, 1216, 1230, 1242, 1253, 1344, 1546, 1646, 2148, 2174, Byz
ἁπτύξας (dotknął) – D*
Łukasz 5,26
και εκστασις ελαβεν απαντας και εδοξαζον τον θεον (I zdumienie ogarnęło wszystkich, i chwalili Boga) – brak w D, M, S, W, X, Ψ, Ω*, 13, 69, 118, 124, 157, 174, 205, 209, 579, 788, 1241, itd, e
Łukasz 5,39
cały wiersz ominięty przez D, ita, b, c, d, e, ff2, l, r1 (syrsin, cur)
Łukasz 6,2
οὐκ ἔξεστιν (nie wolno) – {\displaystyle {\mathfrak {P}}^{4}}, B, (D), R, 700, lat, copsa, copbo, arm, geo
οὐκ ἔξεστιν ποιεῖν (nie wolno czynić) – większość mss
Łukasz 8,26
Γερασηνων (Gerazeńczycy) – {\displaystyle {\mathfrak {P}}^{75}}, B, D, 0267
Γεργεσηνων (Gergezeńczycy) – א, L, Θ, Ξ, f1, 33, 700, 1241
Γαδαρηνων (Gadareńczycy) – A, R, W, Ψ, 0135, f13, Byz
Łukasz 9,10
εις πολιν καλουμενην Βηθσαιδα (do miasta zwanego Betsaida) – א1, Β, L, Ξ*, 33, (syrs), cop
εις πολιν καλουμενην Βηδσαιδα (do miasta zwanego Bedsaida) – {\displaystyle {\mathfrak {P}}^{75}}
εις κωμην λεγομενην Βηδσαιδα (do wioski zwanej Bedsaida) – D
εις τοπον ερημον (do miejsca pustynnego) – Sinaiticus*, 2, (1241), syrc, copbo
εις τοπον καλουμενην Βηθσαιδα (do miejsca zwanego Betsaida) – Ψ
εις κωμην καλουμενην Βηθσαιδα εις τοπον ερημον (do wioski zwanej Betsaida, do miejsca pustynnego) – Θ, itr1
εις τοπον ερημον πολεως καλουμενην Βηδσαιδα (do miejsca pustynnego, miasta zwanego Bedsaida) – A, C, W, Ξmg, (f1), f13, Byz, syr(p), h
brak całej frazy – 1010
Łukasz 9,55-56
στραφεις δε επετιμησεν αυτοις (A On obróciwszy się, zgromił ich) – {\displaystyle {\mathfrak {P}}^{45},} {\displaystyle {\mathfrak {P}}^{75},} א, B, C, L, W, X, Δ, Ξ, Ψ, 28, 33, 565, 892, 1009, 1010, 1071, Byzpt, Lect
στραφεις δε επετιμησεν αυτοις και ειπεν, Ουκ οιδατε ποιου πνευματος εστε (A On obróciwszy się, zgromił ich i powiedział: „Nie wiecie jakiego ducha jesteście”) – D, (ℓ 1127m), itd, geo
στραφεις δε επετιμησεν αυτοις και ειπεν, Ουκ οιδατε ποιου πνευματος εστε υμεις; ο γαρ υιος του ανθρωπου ουκ ηλθεν ψυχας ανθρωπων απολεσαι αλλα σωσαι (A On obróciwszy się, zgromił ich i powiedział: „Nie wiecie jakiego ducha jesteście; Albowiem Syn Czowieczy nie przyszedł zatracać dusze ludzkie, ale zbawiać”) – K, Π, 1079, 1242, 1546, (f1 bez γαρ), (Θ, f13 bez υμεις i γαρ)
Łukasz 10,1.17
ἑβδομήκοντα [δύο] (siedemdziesięciu [dwóch]) – niektóre mss dodają δύο
Łukasz 10,41-42
μεριμνας και θορυβαζη περι πολλα, ολιγων (ενος) δε εστιν χρεια Μαριαμ γαρ (troszczysz się i kłopoczesz o wiele, lecz niewiele (jednego) trzeba)
θορυβαζη (kłopoczesz) (w D także Μαριαμ) (ita, b, d, e, ff2, i, l, r1, syrsin, Ambroży omija θορυβαζη)
Łukasz 11,2 (Modlitwa Pańska)
ἐλθέτω τὸ πνεῦμα σου τὸ ἄγιον εφ ημας και καθαρισατω ημας („Niech Twój Duch Święty przyjdzie i oczyści nas”) – 162, 700
ἐφ ἡμᾶς ἐλθέτω σου ἡ βασιλεία (na nas przyjdzie Twoje królestwo) – D, itd
ἐλθέτω ἡ βασιλεία σου („niech Twoje królestwo przyjdzie”) – A, B, K, L, X, Θ, Π, Ψ, f1, 28, 33, (565, 1253), 892, 1009, 1010, 1071, 1079, 1195, 1216, 1230, 1242, 1344, 1365, 1546, 1646, 2148, 2174, Byz, Lect, ℓ 69, ℓ 185, ℓ 1127, it, vg, syr, copsa, bo, arm, geo, Orygenes
ἐλθάτω ἡ βασιλεία σου („niech Twoje królestwo przyjdzie”) – C, P, W, Δ, f13, 1241, ({\displaystyle {\mathfrak {P}}^{45}} nieprzetłumaczalne ἐλθάτω/ἐλθέτω)
ominięte – geo
Łukasz 12,14
κριτὴν ἢ μεριστήν (sędzią lub rozjemcą) – {\displaystyle {\mathfrak {P}}^{75},} א, B, L, 0191, f1, f13, 33, 700, 892, 1241, copsamss
δικαστὴν ἢ μεριστήν (sędzią lub rozjemcą) – A, K, W, X, Δ, Θ, Π, Ψ, 565, 1009, 1010, 1071, 1079, 1195, 1216, 1230, 1242, 1253, 1344, 1365, 1546, 1646, 2148, 2174, Byz
μεριστὴν ἢ δικαστήν (rozjemcą lub sędzią) – 472, ℓ 1642, eth
κριτὴν ἢ δικαστήν (rozjemcą lub sędzią) – 69
ἄρχοντα καὶ δικαστήν (rządcą lub sędzią) – 157
κριτήν (sędzią) – D, it(a), c, d
δικαστήν (sędzią) – 28
μεριστήν (rozjemcą) – copsamss
Łukasz 12,20
rękopisy aleksandryjskie – Θεος
rękopisy bizantyjskie – Κυριος
Łukasz 12,21
cały wiersz ominięty przez D, ita, b, d
Łukasz 17,36 (por. Mat 24,40)
cały wiersz ominięty przez א, A, B, K, L, W, X, Δ, Θ, Π, Ψ, 063, f1, 28, 33, 565, 892, 1009, 1010, 1079, 1195, 1216, 1242, 1365, Byz, ℓ 184, ℓ 950, copsa, bo, goth, eth
δύο ἐν ἀγρῷ εἷς παραλημφθήσεται καὶ ὁ ἕτερος ἀφεθήσεται (dwóch na polu, jeden zostanie zabrany, a drugi zostawiony) – D, 1071, 1230, 2174, ℓ 185, ℓ 1579, it, vg, syr, arm, geo, Diatessarona, i, n
δύο ἔσονται ἐν τῷ ἀγρῷ εἷς παραλημφθήσεται καὶ ὁ ἕτερος ἀφεθήσεται (dwóch będzie na polu, jeden zostanie zabrany, a drugi zostawiony) – 700, 1253, 1344
δύο ἔσονται ἐν ἀγρῷ εἷς παραλημφθήσεται καὶ ὁ ἕτερος ἀφεθήσεται (dwóch będzie na polu, jeden zostanie zabrany, a drugi zostawiony) – 1646
δύο ἔσονται ἐν ἀγρῷ εἷς παραλημφθήσεται, ἡ δὲ ἑτέρα ἀφεθήσεται (dwóch będzie na polu, jeden zostanie zabrany, druga będzie zostawiona) – f13
Łukasz 22,19b-20
τὸ ὑπὲρ ὑμῶν διδόμενον... τὸ ὑπὲρ ὑμῶν ἐκχυννόμενον (dane za was... przelana za was), ominięte przez D, ita, (itb, e mają inną kolejność słów) itd, ff2, i, l (syrcur omija tylko werset 20)
Łukasz 22,62
wiersz ominięty przez (0171 nawet nie zostawia przerwy) ita, b, e, ff2, i, l, r1
Łukasz 23,34a
ὁ δὲ Ἰησοῦς ἔλεγεν· Πάτερ, ἄφες αὐτοῖς, οὐ γὰρ οἴδασιν τί ποιοῦσιν (A Jezus mówił: „Ojcze, przebacz im, bo nie wiedzą, co czynią”.) – fragment wiersza został pominięty przez {\displaystyle {\mathfrak {P}}^{75},} 1א, B, D*, W, Θ, 070, 579, 1241, pc, syrsin, sa
słowa te zawierają – 2,*א, (A), C, D2, L, Ψ, 0250, Ë1,(13), 33, Ï, lat, syrcur,p,h
Łukasz 24,3
τοῦ κυρίου Ἰησοῦ (Pana Jezusa) – {\displaystyle {\mathfrak {P}}^{75},} א, A, B, C, K, L, W, X, Δ, Θ, Π, Ψ, 0124, f1, f13, 28, 33, 565, 700, 892, 1009, 1010, Byz, Lect, itaur, c, f, q, vg
του Ιησου (Jezusa) – 579, 1071, 1241, syrcur
ominięty przez D, ita, b, d, e, ff2, l, r1
Łukasz 24,6
οὐκ ἔστιν ὢδε, ἀλλ(ὰ) ἠγέρθη (nie ma Go tu, ale powstał!), opuszczony przez D, ita, b, d, e, ff2, l, r1, armmss, geoB
Łukasz 24,9
απο του μνημειου (z grobu), opuszczone przez D, ita, b, c, d, e, ff2, l, r1, arm, geo
Łukasz 24,12
cały wiersz ominięty przez D, ita, b, d, e, l, r1
Łukasz 24,26
δοξαν (chwałę) – większość mss
βασιλειαν (królestwo) – {\displaystyle {\mathfrak {P}}^{75}}
Łukasz 24,36
καὶ λέγει αὐτοῖς εἰρήνη ὑμῖν (i powiedział do nich: Pokój wam), opuszczony przez D, ita, b, d, e, ff2, l, r1
Łukasz 24,40
καὶ τοῦτο εἰπὼν ἔδειξεν αὐτοῖς τὰς χειρᾶς καὶ τοὺς πόδας (a kiedy to powiedział, pokazał im swoje ręce i swoje stopy), opuszczony przez D, ita, b, d, e, ff2, l, r1, syrsin, syrcur
Łukasz 24,51
καὶ ἀνεφέρετο εἰς τὸν οὐρανόν (i został zaniesiony do nieba), opuszczony przez א*, D, ita, b, d, e, ff2, l,
hiatus w itr1, syrsin, (syrcur), geo1
Łukasz 24,52 – προσκυνήσαντες αὐτὸν (służąc Mu), opuszczony przez D, ita, b, d, e, ff2, l (hiatus w itr1), syrsin, (cur), geo2
Łukasz 24,53
εὐλογοῦντες τὸν θεόν (błogosławiąc Boga) – mss aleksandryjskie
αἰνουντες τὸν θεόν (chwaląc Boga) – mss zachodnie
αἰνουντες καὶ εὐλογοῦντες τὸν θεόν (chwaląc i błogosławiąc Boga) – mss bizantyjskie

## Ewangelia Jana

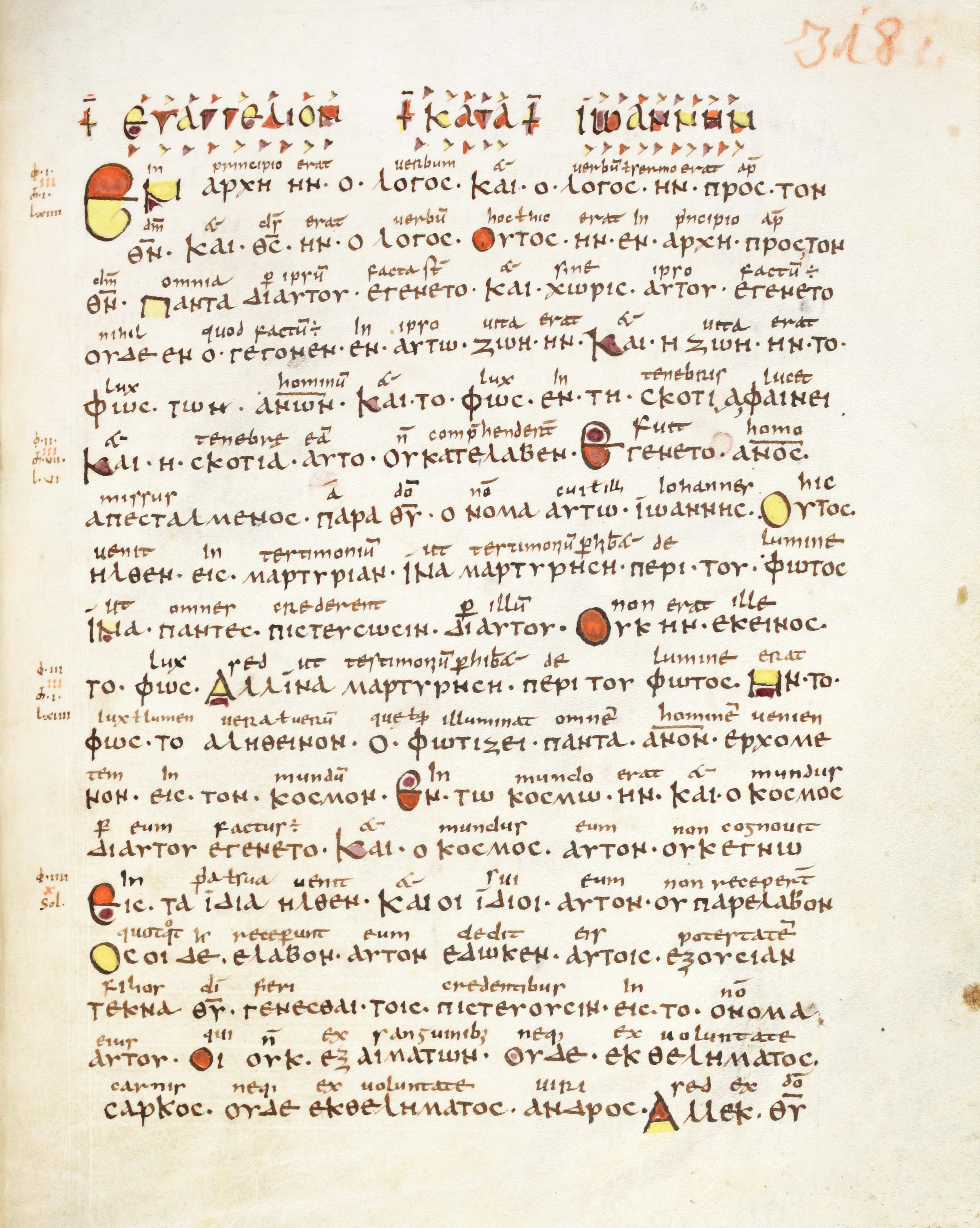
Codex Sangallensis, Jan 1,1-13

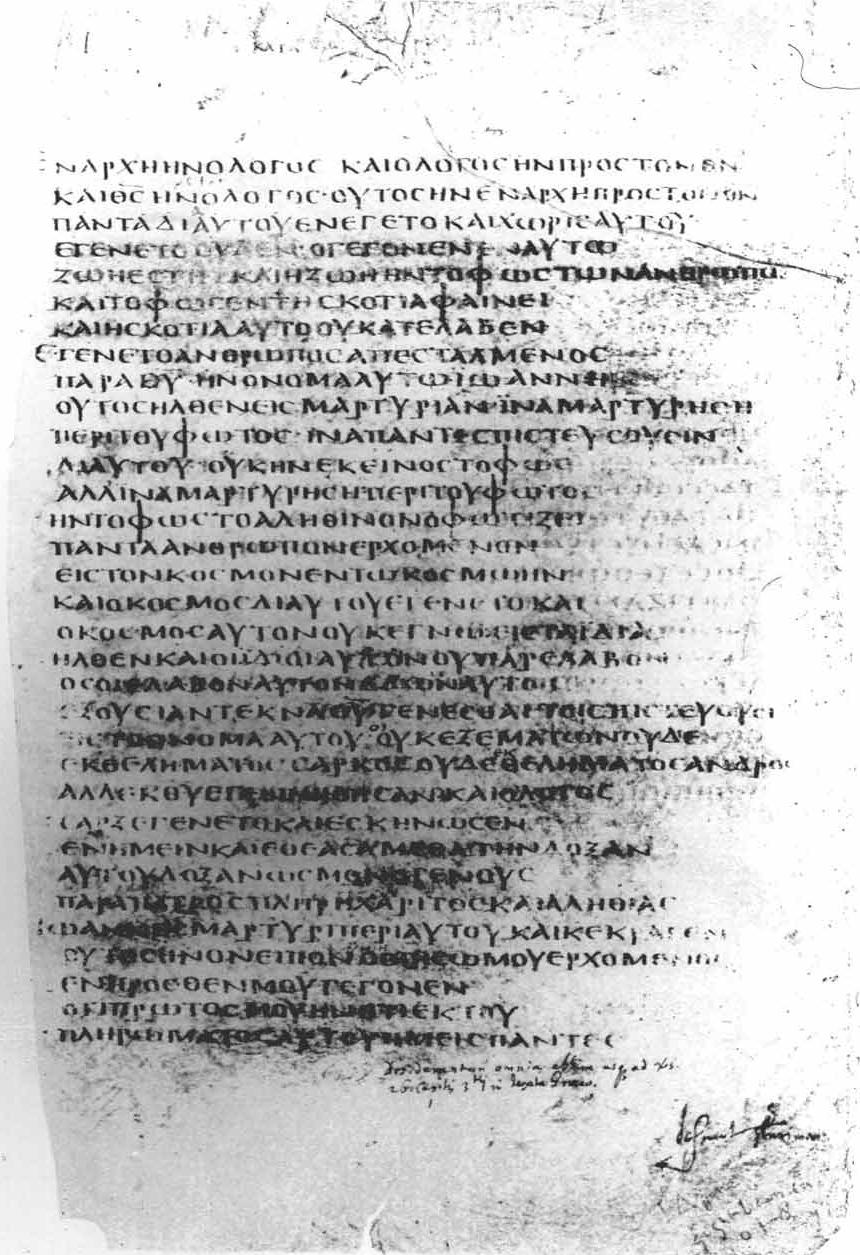
Kodeks Bezy, Jan 1,1-16

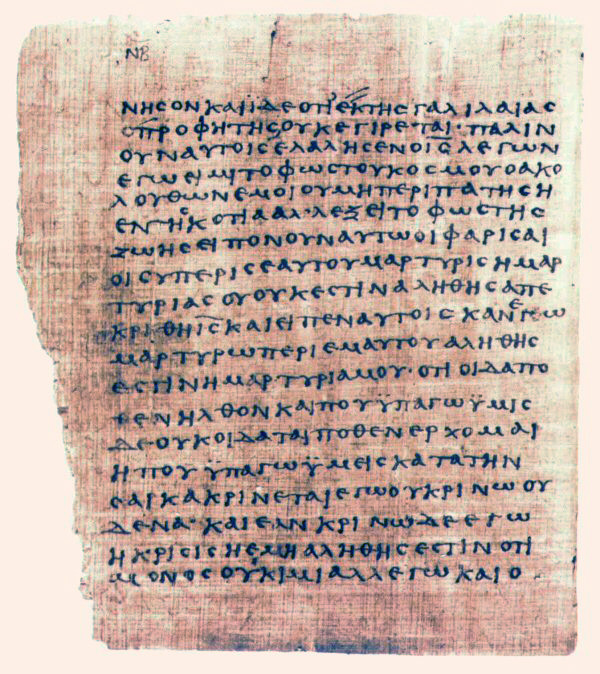
– brak perykopy J 7,53-8,11

z fragmentem Jana 16,22-30

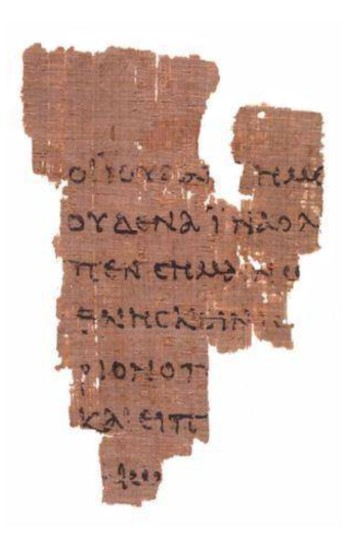
Papirus Rylandsa 457

Jan 1,1
και ο λογος ην προς τον θεον (a Słowo było [zwrócone] do Boga) – greckie mss
et Verbum erat apud Deum (a Słowo było u Boga (przy Bogu)) – it, vg
ΑΥШ ΠϢΑϪЄ ΝЄϤϢΟΟΠ ΝΝΑϩΡΜ ΠΝΟΥΤЄ (a Słowo było z Bogiem) – copsa
ΠЄ ΟϒΟϨ ΠΙСΑϪІ ΝΑϤΧН ϦΑΤЄΝ Φ'Ϯ (a Słowo było z Bogiem) – copbo
Jan 1,4
ἐν αὐτῷ ζωὴ ἐστίν (w Nim jest życie) – א, D, it, mss copsa
ἐν αὐτῷ ζωὴ ᾓν (w Nim było życie) – mss tekstu aleksandryjskiego, bizantyjskiego i cezarejskiego
- Niektóre jednak rękopisy Pisma zawierają lekcję: ‘To, co się w Nim stało, jest życiem’, i jest to wersja bardzo prawdopodobna (Orygenes, Kom.Jn. 2:132)

Jan 1,18
ὁ μονογενὴς υἱὸς (jednorodzony Syn) – A, C3, K, X, Δ, Θ, Π, 063, 0234, f1, f13, 28, 565, 700, 892, 1009, 1010, 1071, 1079, 1195, 1216, 1230, 1241, 1242, 1253, 1344, 1365, 1546, 1646, 2148, Byz
ὁ μονογενὴς θεὸς (jednorodzony Bóg) – {\displaystyle {\mathfrak {P}}^{75}}, אc, 33, copbo
μονογενὴς θεὸς (jednorodzony Bóg) – {\displaystyle {\mathfrak {P}}^{66}}, א*, B, C*, L
Jan 1,28
ἐν Βηθανίᾳ ἐγένετο (w Betanii się stało) – {\displaystyle {\mathfrak {P}}^{59}}vid, {\displaystyle {\mathfrak {P}}^{75},} A, B, C*, L, Wsupp, X, Δ, Θ, Ψ, 063, 28, 565, 700, 892*, 1009, 1010, 1071, 1195, 1216, 1241, 1242, 1253, 1344, 1365*, 2148, 2174, Byz, Lect, it, vg, syr
ἐγένετο ἐν Βηθανίᾳ – {\displaystyle {\mathfrak {P}}^{66},} א*, ita, b, e, r1, copsa
ἐν Βηθαβαρᾷ ἐγένετο (w Betabarze się stało) – C2, K, Ψ, 083, 0113, f1, f13, 33, 1079, 1230, 1365c, 1546, 1646c, Byz
ἐν Βηθαραβᾷ ἐγένετο (w Betarabie się stało) – 892, syrhmg, Orygenes
ἐγένετο ἐν Βηθαραβᾷ – א2
Jan 1,30
ὑπὲρ (za) – {\displaystyle {\mathfrak {P}}^{5}}, {\displaystyle {\mathfrak {P}}^{66}}, {\displaystyle {\mathfrak {P}}^{75}}, א*, B, C*, WS
περι (koło) – א2, A, C3, L, Θ, Ψ, 063, 0101, f1, f13, Byz
Jan 1,34
ὁ ἐκλεκτός – {\displaystyle {\mathfrak {P}}^{5},} {\displaystyle {\mathfrak {P}}^{106}}, א, itb, e, ff2, syrc, s
ὁ ἐκλεκτός υἱὸς – ita,ff2c, syrpalmss, copsa
ὁ υἱὸς – mss tekstu aleksandryjskiego, bizantyjskiego i cezarejskiego
Jan 3,8
εκ του πνευματος (z ducha) – większość mss
εκ του υδατος και πνευματος (z wody i ducha) – Sinaiticus, it, syrs, c
Jan 3,12
πιστεύετε (wierzycie) – {\displaystyle {\mathfrak {P}}^{75},} 050, 083
πιστεύσετε (uwierzycie) – większość mss wszystkich tradycji
Jan 3,15
ἐν αὐτῷ – {\displaystyle {\mathfrak {P}}^{75},} B, WS, 083, 0113
ἐπ' αὐτῷ – {\displaystyle {\mathfrak {P}}^{63}}, A
εἰς αὐτον – א, Θ, Ψ, 063, 086, f1, f13, Byz
Jan 3,16
υἱον (syna) – {\displaystyle {\mathfrak {P}}^{66},} {\displaystyle {\mathfrak {P}}^{75}}, א*, B, W
υἱον αὐτοῦ (syna jego) – {\displaystyle {\mathfrak {P}}^{63},} א2, A, L, Θ, Ψ, 063, 083, 086, 0113, f1, f13, Byz, Didache
Jan 3,20
τὰ ἔργα αὐτοῦ (dzieła jego) – א, B, Δ, 050, 063, 083, 086, 28, 700, 1230, 1242c, 1253, 1365, 2148, Byz, Lect, it, copfay, arm, geo
αὐτοῦ τὰ ἔργα (jego dzieła) – {\displaystyle {\mathfrak {P}}^{75},} A, K, Wsupp, Π, f1, 565, 892*, 1079, 1546,
τὰ ἔργα αὐτοῦ ὄτι πονηρά ἐστιν (dzieła jego, że są złe) – {\displaystyle {\mathfrak {P}}^{66},} Θ, f13, 33, 1009, 1010, 1071, 1195, 1216, 1242*, 1344, 1646, 2174, itr1, copsa, bo, ach2
τὰ ἔργα αὐτοῦ πονηρά ἐστιν ὄτι (dzieła jego, złe są że) – L
τὰ ἔργα αὐτοῦ ὄτι πονηρά εἰσιν (dzieła jego, że złe są) – Ψ, 1241
αὐτοῦ τὰ ἔργα ὄτι πονηρά εἰσιν (jego dzieła, że złe są) – 892mg, 1241
Jan 4,9
ου γαρ συνχρωνται Ιουδαιοι Σαμαρειταις (Żydzi nie obcują z Samarytanami), ominięty przez א*, D, ita, b, d, e, j, copfay
Jan 5,2
βηθζαθα – Sinaiticus, 1, 33, itb, ff2
βηλζεθα – D, ita, r1
βηζαθα – L, ite
βηθεσδα – A, C, Byz, itf, q, TR
βησθεσδα – N
βηθσαιδα – {\displaystyle {\mathfrak {P}}^{75},} B, W, 0125, itaur, c, vg, copbo
βηδσαιδα – {\displaystyle {\mathfrak {P}}^{66},} copsa
Jan 5,4
werset opuszczony przez {\displaystyle {\mathfrak {P}}^{66},} {\displaystyle {\mathfrak {P}}^{75},} א, B, C*, D, T, Wsupp, 0141, 33, 157, 821, 2718, itmss, vgmss, syrc, co, arm, geo
Jan 7,8
εγω ουκ αναβαινω εις την εορτην ταυτην (nie pójdę na to święto) – א, D, K, Π, 1071, 1079, 1241, 1242, 1546
εγω ουπω αναβαινω εις την εορτην ταυτην (jeszcze nie pójdę na to święto) – {\displaystyle {\mathfrak {P}}^{66},} {\displaystyle {\mathfrak {P}}^{75},} B, L, 0113, W, X, Δ, Θ, Ψ, 0105, 0180, 0250, f1, f13, 28, 700, 892, 1010, 1195, 1216, 1230, 1253, 1344, 1365, 1646, 2148, mss Byz

Jan 7,53-8,11 
Jan 8,8
ἕνος ἑκάστου αὐτῶν τὰς ἁμαρτίας („grzechy każdego z nich”) – U (030), 73, 331, 364, 700, 782, 1592, arm, it. Minuskuł 264 posiada ten wariant w Jan 8,6.
Jan 9,35
εις τον υιον του ανθρωπου (w Syna Człowieczego) – {\displaystyle {\mathfrak {P}}^{66},} {\displaystyle {\mathfrak {P}}^{75},} א, Β, D, W, syrc, cop
εις τον υιον του θεου (w Syna Bożego) – A, K, L, X, Δ, Θ, Ψ, 0124, 0250, f1, f1, 28, 33, 565, 700, Byz, Lect
Jan 10,7
η θυρα (drzwi) – większość mss
ο ποιμην (pasterz) – {\displaystyle {\mathfrak {P}}^{75},} copsa, ach
Jan 12,1
εξ (sześć) – większość mss
πεντε (pięć) – {\displaystyle {\mathfrak {P}}^{66}}
Jan 12,28
δοξασον σου το ονομα (uwielbij imię) – א, A, C, K, W, Δ, Θ, Π, Ψ, 0250, 28, 565, 700, 892, 1009, 1010, 1079, 1195, 1216, 1230, 1242, 1344, 1365, 1546, 1646, 2148, Byz, Lect ℓ 69, ℓ 70, ℓ 211, ℓ 1579, ℓ 1761
δοξασον μου το ονομα (uwielbij moje imię) – B
δοξασον σου τον υιον (uwielbij swego Syna) – L, X, f1, f13, 33, 1071, 1241, pc, vg, syrhmg, copbo
δοξασον σου το ονομα εν τη δοξη η ειχον παρα σοι προ του τον κοσμον γενεσται – D, itd
Jan 13,2
Ιουδας Σιμωνος Ισκαριωτου – L, Ψ, 0124, 1241
Ιουδα Σιμωνος απο Καρυωτου – D, it(d), e
Jan 14,14
nie mają: X, f1, 565, 1009, 1365, ℓ 76, ℓ 253, b, vgmss, syrs, pal, arm, geo, Diatessaron
Jan 16,28
ἐξῆλθον παρὰ τοῦ πατρός (wyszedłem od Ojca) – ominięty w: D, W, itb, d, ff2, syrs, copach2
Jan 17,14
brak frazy καθως εγω ουκ ειμι εκ του κοσμου (jak Ja nie jestem ze świata) w: {\displaystyle {\mathfrak {P}}^{66*},} D, f13, it, syrs
Jan 18,5
brak frazy ο παραδιδους αυτον (który Go wydał) w: {\displaystyle {\mathfrak {P}}^{66*},} syrs
Jan 18,11
παντες γαρ οι λαβοντες μαχαιραν εν μαχαιρα απολουνται – Θ
Jan 18,21
ερωτας – א*, A, B, C, L, W, Θ, Ψ, 054, 0250, 33, 1424, al
επερωτας – Ds, f1, f13, Byz
Jan 19,29
υσσωπω – {\displaystyle {\mathfrak {P}}^{66}} אc, A, Dsupp, K, L, X, Π, Ψ, 054, f1, 28, 33, 565, 700, 1009, 1010, 1071, Byz
μετα χολης και υσσωπου – Θ, 892supp, 1195, 2174
Jan 19,29
υσσωπω – {\displaystyle {\mathfrak {P}}^{66},} אc, A, Dsupp, K, L, X, Π, Ψ, 054, f1, 28, 33, 565, 700, 1009, 1010, 1071, Byz
μετα χολης και υσσωπου – Θ, 892supp, 1195, 2174
Jan 19,39
μίγμα (mieszanina) – {\displaystyle {\mathfrak {P}}^{66},} אc, A, Dsupp, K, L, X, Θ, Π, 054, f1, f13, 28, 33 565, 700, 1009, 1010, 1071
ἕλιγμα (zawinięcie) – א*, B, W, copbo
σμίγμα – Ψ, 892supp, 2174, ℓ 47
σμῆγμα (ług) – 1242*, ℓ 181, syrpal
malagmani – ite
Jan 20,21
fraza ο Ιησους (Jezus) ominięta w: א, D, L, W, Ψ, 050, lat, syrs, co
Jan 20,31
ζωην αιωνιον (życie wieczne) – א, C(*), D, L, Ψ, 0100, f13, 33, it, vgmss, syrp, h, copsa, bo, Ireneuszlat
ζωην (życie) – większość mss
Jan 21,7
οι δε ειπον δι οληϲ (τηϲ) νυκτοϲ εκοπιαϲαμεν και (κοπιαϲαντεϲ) ουδεν ελαβομεν επι δε τω ϲω ρηματι (ονοματι) βαλουμεν (oni zaś powiedzieli: przez całą noc trudziliśmy się, nic nie złowiliśmy, ale na słowo Twoje zarzucimy) – {\displaystyle {\mathfrak {P}}^{66},} א1, Ψ, vgmss, copbo

## Dzieje Apostolskie

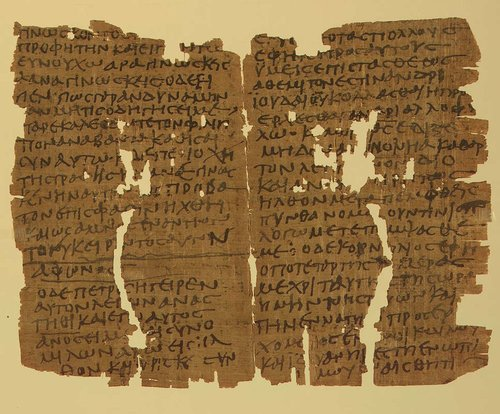
Dz 8,26-32 w

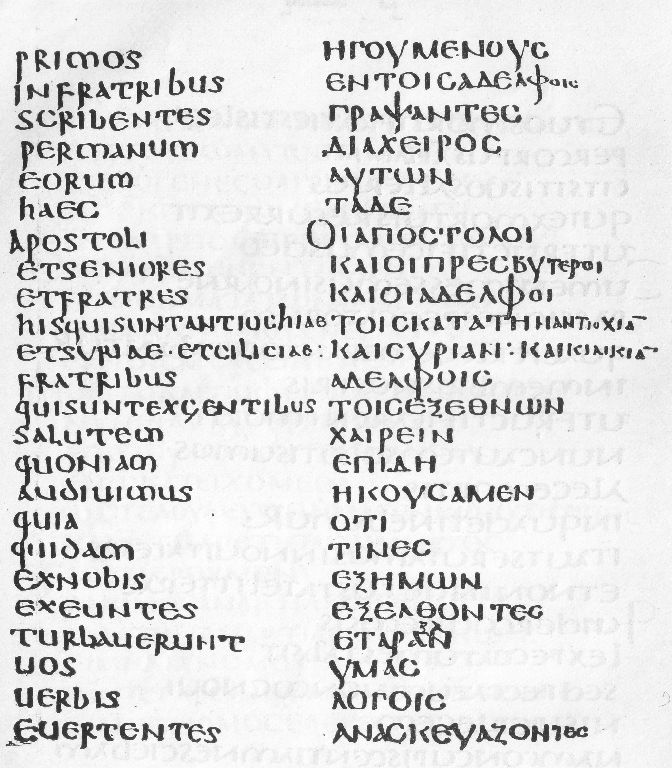
Dz 15,22–24 z grecko-łacińskiego kodeksu E^{a}

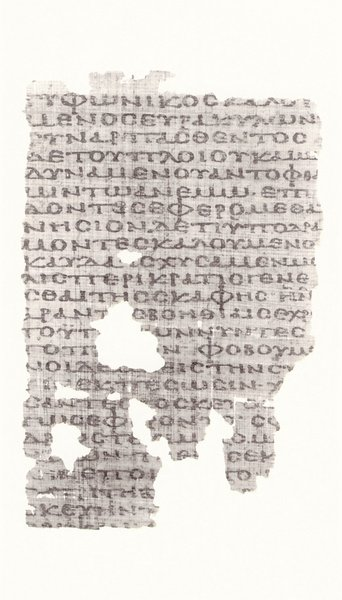
z tekstem Dz 27,14-21 (wariant Καυδα w 27,16)

Dzieje 1,5
ἔως τῆς πεντηκοστῆς (aż do pięćdziesiątnicy) – D, copsa
Dzieje 1,10.11
εἰς τὸν οὐρανόν (do nieba) – opuszczony przez D, 33c, 242, 326*
Dzieje 2,5
κατοικοῦντες Ἰουδαῖοι, ἄνδρες εὐλαβεῖς (mieszkali w Jeruzalem, mężowie pobożni) – A, B
κατοικοῦντες εν Ἰερουσαλὴμ, ἄνδρες Ἰουδαῖοι (mieszkali w Jerozolimy, mężowie judzcy) – C3 (Ἰουδαῖοι ἄνδρες), D (εὐλαβεῖς ἄνδρες), Ea (Ἰουδαῖοι κατοικοῦντες), Ψ, 049, 056, 0142, 33, 81, 88, 104, 181, 326, 330, 436, 451, 614, 629, 630, 945, 1241, 1505, 1739, 1877, 2127, 2412, 2492, 2495, Byz, Lect
κατοικοῦντες ἄνδρες εὐλαβεῖς (mieszkali mężowie pobożni) – א, itph, syrp
κατοικοῦντες Ιουδαιοι (mieszkańcy Judei) – ℓ 603
Dzieje 5,3
ὁ Πέτρος Ἁνανία (Piotr: Ananiaszu) – większość mss wszystkich tradycji
Πέτρος πρὸς Ἁνανίαν (Piotr do Ananiasza) – D, Ψ
πρὸς αὐτόν ὁ Πέτρος Ἁνανίαν (do niego Piotr, Ananiasza) – E, 321
Dzieje 8,37
εἶπε δὲ αὐτῷ ὁ Φίλιππος, εἰ πιστεύεις ἐξ ὅλης τῆς καρδίας, ἔξεστιν ἀποκριθεὶς δὲ ειπε, πιστεύω τὸν υἱὸν του θεου ειναι τὸν Ιησουν Χριστον – 323, 453, 945, 1739, 1891, 2818
εἶπε δὲ αὐτῷ ὁ Φίλιππος, ἐὰν πιστεύεις ἐξ ὅλης τῆς καρδίας σου, σωθήσει ἀποκριθεὶς δὲ ειπε, πιστεύω εἰς τὸν Χριστὸν τὸν υἱὸν του θεου – Εa, ite
wiersz ominięty przez {\displaystyle {\mathfrak {P}}^{45}}, {\displaystyle {\mathfrak {P}}^{74}}, א, A, B, C, P, Ψ, 049, 056, 0142, 33, 81, 88*, 104, 181, 326, 330, 436, 451, 614, 1241, 1505, 2127, 2412, 2492, 2495, Byz, Lect
Dzieje 8,39
πνεῦμα ἅγιον ἐπέπεσεν ἐπὶ τὸν εὐνοῦχον, ἄγγελος δέ κύριου ἥρπασεν τὸν Φίλιππον (Duch Święty spadł na eunucha, a anioł Pański porwał Filipa) – A, 94, 103, 307, 322, 323, 385, 453, 467, 945, 1739, 1765, 1891, 2298, 2818, itp, vg, syrh
Dzieje 11,25
Kodeks Bezy zawiera dodatek: „A gdy Pιοtr zbliżał się do Cezarei, jeden ze sług wybiegł naprzeciw i doniósł o jego przybyciu.”
Dzieje 12,25
εις Ιερουσαλημ (do Jeruzalem) – א, B, H, L, P, 049, 056, 0142, 81, 88, 326, 330, 451, 629, 1241, 1505, 1877, 2492, 2495, Byz, Lect
εξ Ιερουσαλημ (z Jeruzalem) – {\displaystyle {\mathfrak {P}}^{74},} A, 33, 69, 630, 2127
απο Ιερουσαλημ (z Jeruzalem) – D, Ψ, 181, 436, 614, 2412, ℓ 147, ℓ 809, ℓ 1021, ℓ 1141, ℓ 1364, ℓ 1439, itar, d, gig, vg, Chryzostom
εις Αντιοχειαν (do Antiochii) – 97mg, 110, 328, 424mg, 425c
εις την Αντιοχειαν (do Antiochii) – ℓ 38
απο Ιερουσαλημ εις Αντιοχειαν (z Jeruzalem do Antiochii) – E, 322, 323
εξ Ιερουσαλημ εις Αντιοχειαν (z Jeruzalem do Antiochii) – 429, 945, 1739, ite, p, syrp, copsa, geo
εις Ιερουσαλημ εις Αντιοχειαν (do Jeruzalem do Antiochii) – 104, copsa (kilka mss)
Dzieje 13,33
εν τω ψαλμω γεγραπται τω δευτερω (w Psalmie drugim napisano) – {\displaystyle {\mathfrak {P}}^{75},} א, A, B, C, Ψ, 33, 81, 181, 326, 630, 945, 1739
εν τω ψαλμω τω δευτερω γεγραπται (w Psalmie drugim napisano) – Ε, Π, 049, 88, 104, 330, 436, 451, 614, 629, 1241, 1505, 1877, 2127, 2412, 2492, 2495, Byz
εν τω δευτερω ψαλμω γεγραπται (w drugim Psalmie napisano) – 056, 0142
εν τω πρωτω ψαλμω γεγραπται (w pierwszym Psalmie napisano) – D*, it
εν τοις ψαλμοις γεγραπται (w Psalmach napisano) – {\displaystyle {\mathfrak {P}}^{45}}
εν τω ψαλμω γεγραπται (w Psalmie napisano) – 522, 1175
Dzieje 15,23
γραψαντης δια χειρος αυτων (napisany przez ich ręce) – {\displaystyle {\mathfrak {P}}^{45},} {\displaystyle {\mathfrak {P}}^{74},} א*, A, B, copbo
γραψαντης δια χειρος αυτων ταδε (to napisane przez ich ręce) – אc, E, (33), Byz, syrh
γραψαντης δια χειρος αυτων επιστολην περιεχουσαν ταδε (napisany przez ich ręce list zawierający to) – C, itar, c, gig, w, geo
γραψαντης επιστολην δια χειρος αυτων περιεχουσαν ταδε – D, itd
γραψαντης επιστολην δια χειρος αυτων εχουσαν τον τυπον τουτον – Ψ
γραψαντης δια χειρος αυτων επιστολην και πεμψαντες περιεχουσαν ταδε – 614
Dzieje 15,24
ψυχας υμων (dusze wasze) – {\displaystyle {\mathfrak {P}}^{33},} {\displaystyle {\mathfrak {P}}^{45},} {\displaystyle {\mathfrak {P}}^{74},} א, A, B, D, 33, 81, 629
ψυχας υμων λεγοντες περιτεμνεσθαι και τηρειν τον νομον (dusze wasze, mówiąc że musicie się obrzezać i zachowywać prawo) – C, Ea (περιτεμνεσθαι δει), P, Ψ, 049, 056, 0142, 88, 104, 181, 326, 330, 436, 451, 614, 630, 945, 1241, 1739, Byz
Dzieje 15,34
większość rękopisów nie posiada wiersza
wiersz zawierają: C, D, 33, 88, 181, 326, 436, 614, 630, 945, 1739, 2412, itar, c, gig, l, ph, w, vgcl
Dzieje 16,10
θεος – {\displaystyle {\mathfrak {P}}^{74},} א, A, B, C, E, 044, 33, 81, 181, 326, 630, 945, 1739, itar, e, l, vg, copbo, geo
κυριος – D, P, 049, 056, 0142, 88, 104, 330, 436, 451, 614, 629, 1241, 1505, 1877, 2127, 2412, 2492, 2495, Byz, itc, d, gig, syrp, h, copsa
Dzieje 17,26
εξ ενος (z jednego) – {\displaystyle {\mathfrak {P}}^{74},} א, A, B, 33, 81, 181, 629, 630, 1739, vg, copsa, bo
εξ ενος αιματος (z jednej krwi) – D, E, P, 049, 056, 0142, 88, 104, 326, 330, 436, 451, 614, 945, 1241, 1505, 1877, 2127, 2412, 2492, 2495, Byz, Lect
εξ ενος στοματος (z jednych ust) – Ψ, ℓ 603
brak w ethro
Dzieje 18,26
την οδον – D, itd, gig
την οδον του θεου – {\displaystyle {\mathfrak {P}}^{74},} א, A, B, 33, 88, 181, 326, 436, 614, 2412, ℓ 60, ℓ 1356
την οδον του κυριου – E, 1505, 2495, ℓ 598
τον λογον του κυριου – 945, 1739
την του θεου οδον – P, Ψ, 049, 0142, 104, 330, 451, 1241, 1877, 2127, 2492, Byz, Lect
Dzieje 20,28
εκκλησιαν του Θεου (kościół Boga) – B, 614, 1175, 2495, al, vg, sy, copboms
εκκλησιαν του κυριου (kościół Pana) – {\displaystyle {\mathfrak {P}}^{74},} A, C*, D, E, Ψ, 33, 453, 945, 1739, 1891, 2818
εκκλησιαν του κυριου και του Θεου (kościół Pana i Boga) – C3, Byz
Dzieje 24,6b-8a
zdecydowana większość rękopisów nie posiada wiersza
wiersz zawierają (z pewną rozbieżnością wariantów) E, Ψ, 056, 0142, 33, 88, 181, 424, 436, 483, 614, 630, 945, 1505, 2412, 2495
Dzieje 27,16
Καυδα (nazwa wyspy) – {\displaystyle {\mathfrak {P}}^{74},} B, 1175, it, vg, syrp.
Κλαυδα – א, A, 33, 81, 614, 945, 1739, 2495, vgmss (Codex Cavensis), syrh
Κλαυδην – mss Byz
Γαυδην – Ψ
Dzieje 27,37
ως εβδομηκοντα (około siedemdziesięciu) – Epifaniuszpt
ως εβδομηκοντα εξ (około siedemdziesięciu sześciu) – B, copsa Epifaniuszpt
εβδομηκοντα εξ (siedemdziesiąt sześć) – 522, ℓ 680
εκατον εβδομηκοντα εξ (sto siedemdziesiąt sześć) – copbomss
διακοσιοι δεκα εξ (dwieście szesnaście) – ℓ 1156
διακοσιαι εβδομηκοντα (dwieście siedemdziesiąt) – 69, Efrem
διακοσιαι εβδομηκοντα πεντε (dwieście siedemdziesiąt pięć) – A, copsa
διακοσιαι εβδομηκοντα εξ (dwieście siedemdziesiąt sześć) – rell
Dzieje 27,41
απο της βιας (from the force) – א*
υπο της βιας (by the force) – A, B, arm, geo
a vi maris (from the sea) – latt
των κυματων (of the waves) – ℓ 1441 (w/obeli)
υπο των κυματων (by the waves) – Ψ, 1678, 2464, eth
υπο της βιας των ανεμων (by the force of the winds) – 629
απο της βιας των κυματων (from the force of the waves) – 104, ℓ 599
υπο της βιας των κυματων (by the force of the waves) – {\displaystyle {\mathfrak {P}}^{74},} א2, rell
Dzieje 28,29
werset opuszczony
werset występuje w vg

## List do Rzymian

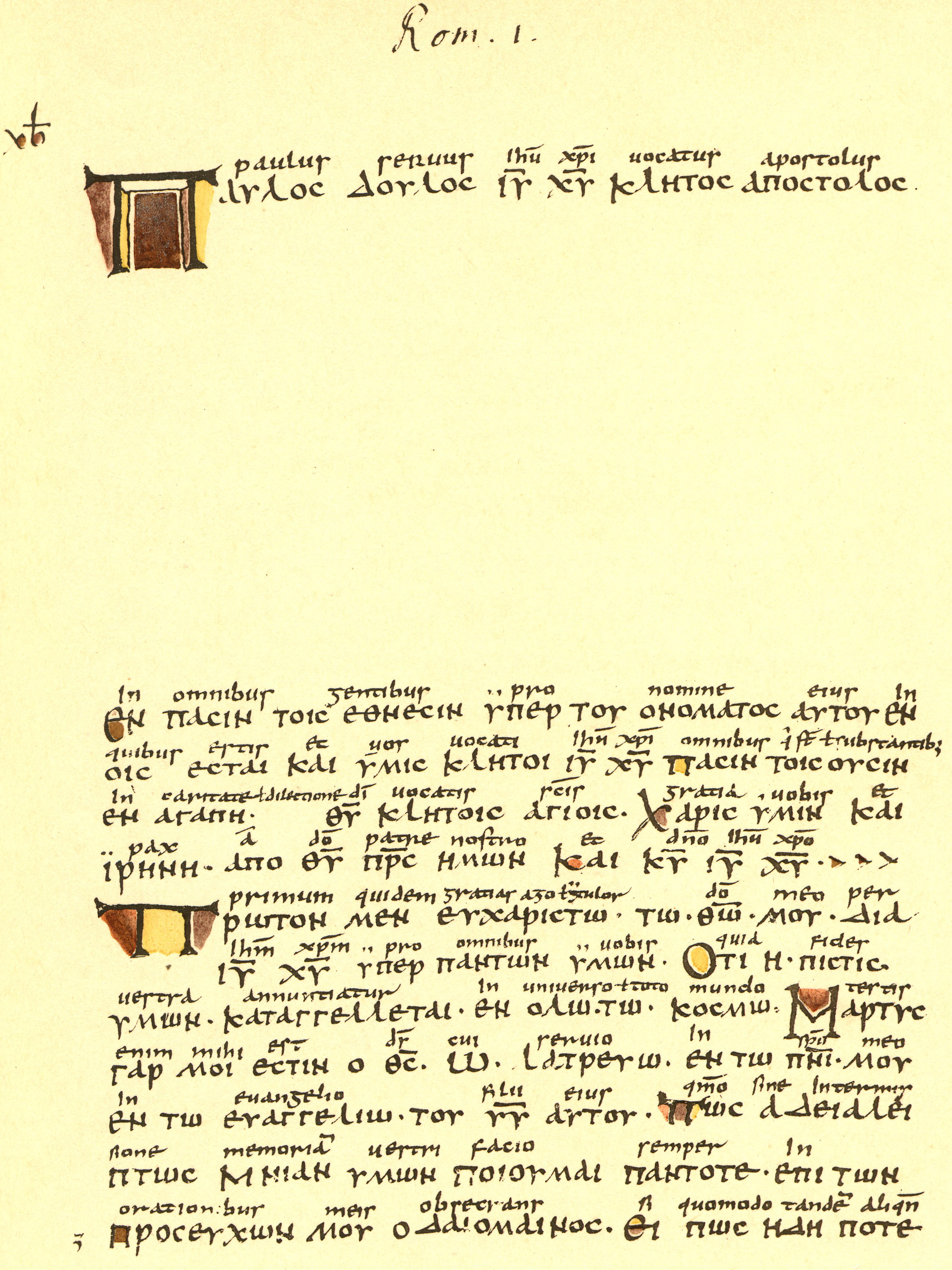
Boernerianus, w Rz 1,7 fraza „w Rzymie” zamieniona na „w miłości” (ΕΝ ΑΓΑΠΗ – trzecia linijka po lakunie, z lewej)

Rzymian 1,7
ἐν Ῥώμῃ (w Rzymie) – א, A, B, C, D, K, P, Ψ, 33, 81, 88, 104, 181, 330, 436, 451, 614, 629, 630, 1241, 1739txt, 1877, 1881, 1962, 1984, 1985, 2127, 2492, 2495, Byz, Lect, it, vg, syr, cop, arm, Orygenes, Ambrozjaster, Augustyn
ἐν ἀγάπῃ θεοῦ (w miłości Bożej) – Gp
opuszczony przez 1739mg, 1908mg, itg, Orygenes
Rzymian 1,8
περι – א, A, B, C, D*, K, 33, 81, 1506, 1739, 1881

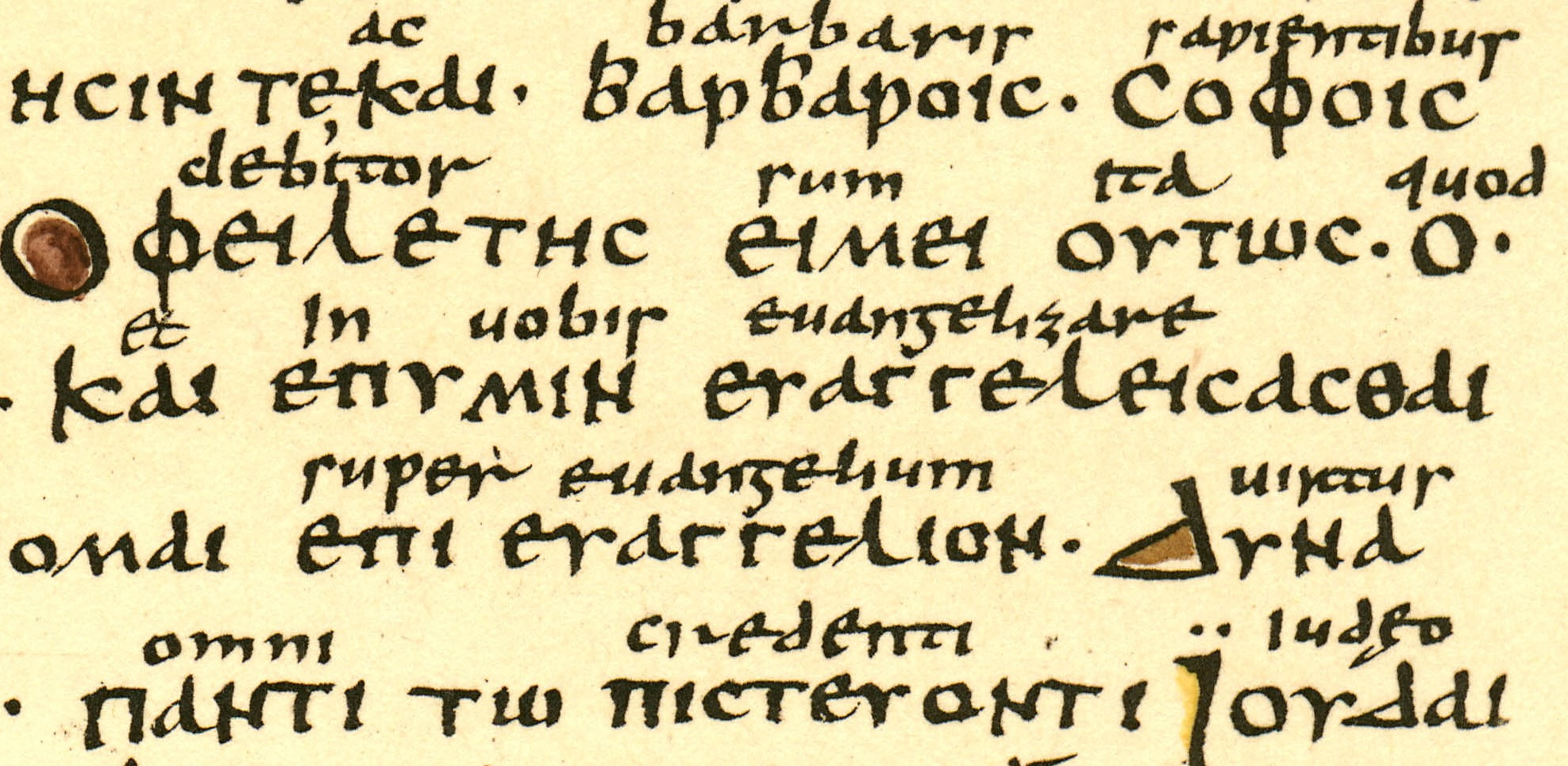
Boernarianus, w Rz 1,15 brak wyrażenia „w Rzymie”.

υπερ – Dc, G, Ψ, Byz
Rzymian 1,15
ἐν Ῥώμῃ (w Rzymie) – opuszczony tylko przez Ga
Rzymian 2,5
αποκαλυψεως (objawienia)] ανταποδοσεως (odpłaty) – A
Rzymian 3,26
Ἰησοῦ – א, A, B, C, K, P, 81, 88, 104, 181, 630, 1241, 1739, 1881, 1877, 1962, 2495, Byz, ℓ 598, ℓ 599, ℓ 603
Ἰησοῦν – D, Ψ, 33, 326, 330, 436, 451, 614, 1985, 2127, 2492
Ἰησοῦν Χριστόν – 1984
Ἰησοῦ Χριστοῦ – 629
κυρίου ἡμῶν Ἰησοῦ Χριστοῦ – syrp
ominięty – F, G, 336, it
Rzymian 6,11
ἐν Χριστῷ Ἰησοῦ – {\displaystyle {\mathfrak {P}}^{46}}, A, B, D, G, Ψ, 629, 630, 1739, it, vg
ἐν Χριστῷ Ἰησοῦ τῷ κυριῷ ἡμῶν – א, C, K, P, 33, 81, 88, 181, 326, 330, 436, 451, 614, 1241, 1739, 1877, 1881, 1962, 1984, 1985, 2127, 2492, 2495, Byz, Lect
ἐν Χριστῷ τῷ κυριῷ ἡμῶν – 104
ominięty przez itr
Rzymian 6,16
εἰς θάνατον (na śmierć) – mss aleksandryjskie i bizantyjskie
ominięty przez D, 1739*, d, r, am, pesh, sa, armmss, Ambrozjaster
Rzymian 6,17
καρδιας – większość mss
καθαρας – A
Rzymian 9,11
κακον – {\displaystyle {\mathfrak {P}}^{46},} D, F, G, Ψ, Byz
φαυλον – א, B, C, 6, 81, 365, 630, 945, 1506, 1739, 1881, al
Rzymian 10,21
καὶ ἀντιλέγοντα (i zaprzeczającego) – ominięty przez F, G, g, Ambrozjaster, Hilary
Rzymian 11,1
τὸν λαόν (naród) – א, A, Β, C, D, K, P, Ψ, 33, 81, 88, 181, 330, 436, 451, 614, 629, 630, 1241, 1739, 1877, 1881, 1962, 1984, 1985, 2127, 2492, 2495, Byz, Lect, itar, d, dem, e, z, vg, syrp, h, copsa, bo, arm, Orygenes, Euzebiusz, Chryzostom, Augustyn, Teodoret
τὴν κληρονομίαν (dziedzictwo) – {\displaystyle {\mathfrak {P}}^{46},} G, it, goth, Ambrozjaster, Ambroży, Pelagiusz
Rzymian 12,9
ἀποστυγοῦντες τὸ πονηρόν – mss tekstu aleksandryjskiego, cezarejskiego, bizantyjskiego
μισουντες το πονηρον – F, G, lat, syr
Rzymian 12,11
- [‘Pełnijcie służbę!’] Wiem jednak, że w niektórych wydaniach łacińskich jest lekcja: ‘Służcie czasowi’; moim zdaniem jest to nieprawidłowa koniektura (Orygenes, Kom.Rzym 9:10)

Rzymian 12,13
- [‘Miejcie udział w potrzebach świętych!’] Pamiętam, że w wydaniach łacińskich tekst ten brzmi: ‘Miejcie udział w pamiątkach świętych’ (Orygenes, Kom.Rzym. 9:12)

Rzymian 13,1
υπο θεου – א, Α, Β, D2, Ψ, Byz
απο θεου – D*, F, G, 629, 945
Rzymian 13,9
ου ψευδομαρτυρησεις – א, (P), 048, 81, 104, 365, 1506, a, b, vgcl, (syrh), copbo
brak – {\displaystyle {\mathfrak {P}}^{46},} Α, Β, D, F, G, L, Ψ, 6, 33, 630, 1175, 1241, 1739, 1881, vgst, syrp, copsa
Rzymian 15,29
Χριστου (Chrystusa) – {\displaystyle {\mathfrak {P}}^{46}} א, Α, Β, C, D, G, P, 81, 629, 630, 1739, 1881, ar, d, e, f, g, x, z, vgww, cop, arm,
του ευαγγελιου του Χριστου (Ewangelię Chrystusa) – א, Ψ, 33, 88, 104, 181, 326, 330, 436, 451, 614, 1241, 1877, 1962, 1984, 2127, 2492, 2495, Byz, Lect, vgcl, syrp, h
της διδαχης του Χριστου (naukę Chrystusa) – ethro
Rzymian 16,15
Ιουλιαν, Νηρεα – א, Α, Β, C2, D, P, Ψ, 33, 81, 88, 104, 181, 326, 330, 436, 451, 614, 629, 630, 1241, 1739, 1877, 1881, 1962, 1984, 1985, 2127, 2492, 2495, Byz, Lect, it, vg, syr, cop, arm
Βηρεα και Αουλιαν – {\displaystyle {\mathfrak {P}}^{46}}
Ιουνιαν, Νηρεα – C, Ggr
Rzymian 16,20
ἡ χάρις τοῦ κυρίου ἡμῶν Ἰησοῦ (Χριστου) μεθ' ὑμῶν (Łaska Pana naszego Jezusa (Chrystusa) z wami) – mss tekstu aleksandryjskiego, cezarejskiego i bizantyńskiego
opuszczony przez D*vid, F, G, d, f, g, m, bodl Ambrozjaster, Pelagiuszms
Rzymian 16,25-27
wiersz ominięty przez F, G, 629, d**?, g, goth?, Hieronimmss

## 1. List do Koryntian

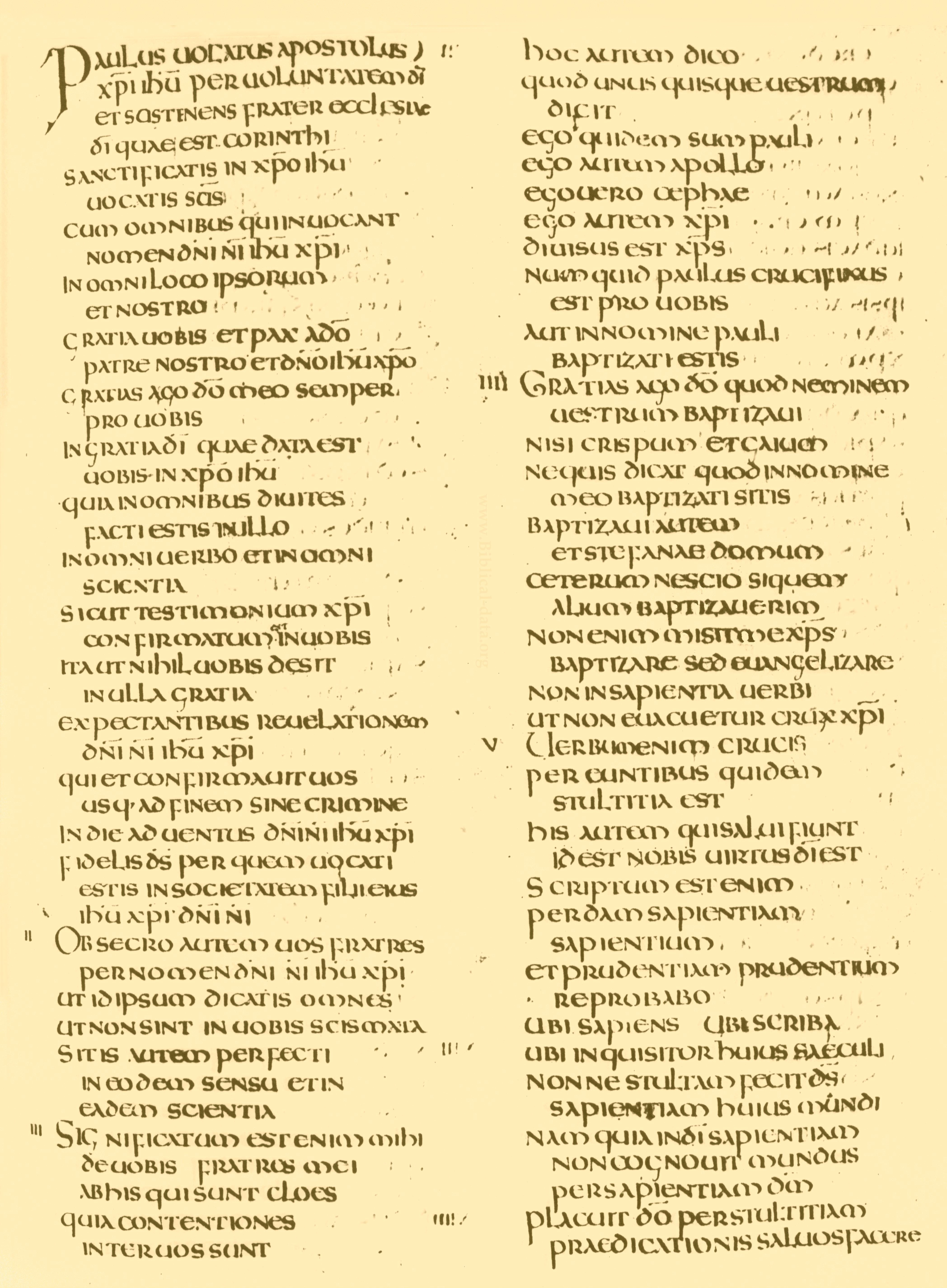
1 Kor. 1,1-21 w Codex Amiatinus

1 Kor 2,1
μυστηριον – {\displaystyle {\mathfrak {P}}^{46},} א, Α, C, 88, 436, ita, r, syrp, copbo
μαρτυριον – B, D, G, P, Ψ, 333, 81, 104, 181, 326, 330, 451, 614, 629, 630, 1241, 1739, 1877, 1881, 1962, 1984, 2127, 2492, 2495, Byz, Lect, it, vg, syrh, copsa, arm, eth
αυαγγελιον – Teodoret
σωτηριον – 489, ℓ 598pt, ℓ 599
1 Kor 2,4
πειθοις σοφιας λογοις (przekonywających słowach mądrości) – (א λογος) B, (Dgr 33 πιθοις), Dc, 181, 1739, 1877, 1881, itr1, vgww, eth
πειθοις σοφιας (przekonywającej mądrości) – {\displaystyle {\mathfrak {P}}^{46}} Ggr
πειθοι σοφιας – 35 itf, g
πειθοις ανθρωπινης σοφιας λογοις – C, Ψ, (A, P, 326, 330 πιθοις) 81, 88, 104, 436, 451, 614, 629, 1241, 1984, 2127, 2492, Byz, vgcl, syrh, copbo
πειθοις ανθρωπινης σοφιας – 630
πειθοις ανθρωπινης σοφιας και λογοις – 131
1 Kor 3,3
ἔρις – {\displaystyle {\mathfrak {P}}^{11}}, א, B, C, P, Ψ, 81, 181, 630, 1739, 1877, 1881, it, vg
ἔρεις – A
ἔρις διχοστασία – 623, Chryzostom
ἔρις καί διχοστασίαι – {\displaystyle {\mathfrak {P}}^{46}}, D, 33, 88, 104, 181, 326, 330, 436, 451, 614, 629, 1241, 1984, 1985, 2127, 2492, 2495, Byz, Lect
ἔρις καί ἀρχοστασία – 1962
ἔρεις καί διχοστασίαι – Ga
1 Kor 5,5
κυρίου – {\displaystyle {\mathfrak {P}}^{46},} B, 630, 1739, Marcjon, Tertulian, Orygenes
κυρίου Ἰησοῦ – א, Ψ, 81, 181, 326, 614, 1877, 1985, 2492, 2495, Byz, Lect
κυρίου Ἰησοῦ Χριστοῦ – D, 1984
Ἰησοῦ Χριστοῦ – 629
κυρίου ἡμῶν Ἰησοῦ – 048, copbo, eth
κυρίου ἡμῶν Ἰησοῦ Χριστοῦ – A, G, P, 33, 88, 104, 330, 436, 451, 629, 241, 1881, 1962, 2127, it, vg, syrp, h, copsa, bo, arm, Orygenes
1 Kor 7,5
προσευχη (modlitwy) – {\displaystyle {\mathfrak {P}}^{11},} {\displaystyle {\mathfrak {P}}^{46},} א*, A, Β, C, D, G, P, Ψ, 33, 81, 104, 181, 629, 630, 1739, 1877, 1881, 1962, it, vg, cop, arm, eth
νηστεια και προσευχη (postu i modlitwy) – אc, K, L, 88, 326, 436, 614, 1241, 1984, 1985, 2127, 2492, 2495, Byz, Lect, syrp,h, goth
προσευχη και νηστεια (modlitwy i postu) – 330, 451, Jan z Damaszku
1 Kor 10,9
Χριστον – {\displaystyle {\mathfrak {P}}^{46},} D, G, K, Ψ, 88, 330, 451, 614, 629, 630, 1241, 1739, 1881, 1984, 2492, 2495, Byz, Lect
κυριον – א, B, C, P, 33, 104, 181, 326, 436, 1877, 2127
θεον – A, 81
pominięte przez 1985
1 Kor 11,24
υμων – {\displaystyle {\mathfrak {P}}^{46},} א*, A, B, C*, 33, 1739, arm
υμων κλωμενον – אc, C3, Db,c, G, K, Ψ, 81, 88, 104, 181, 326, 330, 436, 451, 614, 629, 630, 1241, 1739mg, 1877, 1881, 1962, 1984, 1985, 2127, 2492, 2495, Byz, Lect
υμων θρυπτομενον – Dgr
υμων διδομενον – c, dem, f, t, x, zc, vg (tradetur), cop, eth
1 Kor 12,9
χαρισματα ιαματων εν τω ενι πνευματι – A, B, 33, 81, 104, 436, 630, 1881, it, vg
χαρισματα ιαματων εν πνευματι – 1739
χαρισματα ιαματων εν τω αυτω πνευματι – א, C3, D, G, K, P, 0201, 88, 181, 330, 451, 614, 629, 1241, 1877, 1962, 1984, 1985, 2127, 2492, 2495, Byz, Lect
χαρισματα ιαματων εν τω πνευματι – {\displaystyle {\mathfrak {P}}^{46}}
χαρισματα ιαματων – C
χαρισματα – Ψ
1 Kor 14,40
wiersze 14:34-35 włączone za 14:40 – D, F, G, 88
1 Kor 15,3
ὃ καὶ παρέλαβον (otrzymałem) – ominięty przez b, Ambrozjaster, Ireneuszlat, Tertulian?
1 Kor 15,15
εἴπερ ἄρα νεκροὶ οὐκ ἐγείρονται (jeśli martwi nie powstają) – ominięty przez D, a, b, r, bam, ful**, harl*, kar, mon, reg, val*, pesh, Ambrozjaster, Ireneuszlat, Tertulian?
1 Kor 15,51
- ‘Wszyscy zmartwychwstaniemy’, albo jak mają inne kodeksy: ‘Wszyscy zaśniemy’ (Augustyn, Państwo Boże 20:20 przyp. cf. Tertull.Resurr.c.42; Hieron.ep.ad Minerv. c.7 et comment in Esai.c.51)

## 2. List do Koryntian
2 Kor 2,10
τηλικουτου θανατου – א, A, B, C, Dgr, Ggr, K, P, Ψ, 0121a, 0209, 0243, 33, 81, 88, 104, 181, 326, 330, 436, 451, 614, 1241, 1739, 1877, 1881, 1962, 1984, 1985, 2127, 2492, 2495, Byz
τηλικουτου κινδυνου – 629
τηλικουτων θανατων – {\displaystyle {\mathfrak {P}}^{46}}, 630, 1739c, itd, e, syrp, h, goth
2 Kor 4,14
τὸν κύριον Ἰησοῦν (Pana Jezusa) – א, B, 630, 1739, Marcjon, Tertulian, Orygenes
τὸν Ἰησοῦν (Jezusa) – {\displaystyle {\mathfrak {P}}^{46},} Β
Ἰησοῦν – 0243, 33, 630, 1739, 1984, 1985
τὸν κύριον ἡμῶν Ἰησοῦν (Pana naszego Jezusa) – syrp, h
τὸν κύριον ἡμῶν Ἰησοῦν Χριστόν (Pana naszego Jezusa Chrystusa) – itar
τὸν κύριον Ἰησοῦν Χριστόν (Pana Jezusa Chrystusa) – 436
τὸν κύριον Ἰησοῦν ἐκ νεκρῶν (Pana Jezusa z martwych) – 2492
2 Kor 8,19
σύν (z) – {\displaystyle {\mathfrak {P}}^{46},} א, D, G, K, Ψ, 181, 330, 436, 451, 614, 629, 1241, 1984, 1985, 2492, 2495, Byz, Lect
ἐν (w) – Β, C, P, 0225, 0243, 33, 81, 88, 104, 326, 630, 1739, 1877, 1881, 1962, 2127, itdem, f, x, z vg syrp, copsa, bo, arm, eth, Ambrozjaster
2 Kor 10,12-13
οὐ συνιᾶσιν. ἡμεῖς δέ (nie rozumieją. My natomiast) – opuszczony przez D*, F, G, a, b, d, f, (429?) Ambrozjaster

## List do Galatów
Gal 2,20
υιου του θεου – א, A, C, D2, Ψ
θεου και Χριστου – B, D*, F, G, (b)
Gal 2,20
αγαπησαντος – wszystkie mss
αγορασαντος – Marcjon
Gal 3,14
ἐπαγγελίαν (obietnica) – א, A, B, C, D, K, P, Ψ, 33, 81, 88mg, 104, 181, 330, 436, 451, 614, 629, 630, 1241, 1739, 1877, 1881, 1962, 1984, 2127, 2492, 2465, Byz, Lect, it, vg. syr, cop, arm
εὐλογίαν (błogosławieństwo) – {\displaystyle {\mathfrak {P}}^{46}}, D*, Fgr, G, 88*, it
Gal 5,21
φθόνοι – {\displaystyle {\mathfrak {P}}^{46},} א, B, 33, 81, 2492, ℓ 603, ℓ 809, it, copsa
φθόνοι φόνοι – A, C, D, G, K, P, Ψ, 0122, 88, 104, 181, 326, 330, 436, 451, 630, 1241, 1739, 1877, 1881, 1962, 1985, 2127, 2495, Byz, Lect

## List do Efezjan
Efezjan 1,1
ἐν Ἐφέσῳ (w Efezie) – אc, A, B3, D*, G, K, P, Ψ, 33, 81, 88, 104, 181, 326, 330, 436, 451, 614, 629, 630, 1241, 1877, 1881, 1962, 1984, 1985, 2127, 2492, 2495, Byz, Lect, it, vg, syr, cop, goth, arm
ominięty przez: {\displaystyle {\mathfrak {P}}^{46}}, א*, B*, 424c, 1739
Efezjan 1,7
χαριτος – większość mss
χρηστοτητος – Α, 365, copbo
Efezjan 2,1
αμαρτιαις – większość mss
επιθυμιαις – Β
Efezjan 2,15
καινον – większość mss
κοινον – {\displaystyle {\mathfrak {P}}^{46},} F, G
και μονον – K
Efezjan 4,14
του διαβολου – A
της πλανης – pozostałe mss
Efezjan 4,28
ταις χερσιν το αγαθον – {\displaystyle {\mathfrak {P}}^{46},} אb, B, a, vgst
το αγαθον – Porphyrianus, 6, 33, 1739, 1881
το αγαθον ταις χερσιν – L, Ψ, 323, 326, 614, 630, 945
το αγαθον ταις ιδιαις χερσιν – K, 2495
εν ταις χερσιν αυτου το αγαθον – 629
ταις ιδιαις χερσιν το αγαθον – א, A, D, F, G, 81, 104, 365, 1175, 1241, 2464, vgcl
Efezjan 5,9
φωτός (światłości) – {\displaystyle {\mathfrak {P}}^{49}}, א, A, B, D*, G, P, 33, 81, 330, 629, 1739*, 1877, 1881, 1962, 2127, 2492, Lect
πνεύματος (ducha) – {\displaystyle {\mathfrak {P}}^{49},} Dc, K, Ψ, 88, 104, 181, 326, 436, 451, 614, 630, 1241, 1739mg, 1877, 1984, 1985, 2495, Byz, ℓ 809, syrh

## List do Filipian
Filipian 1,14
του θεου – א, A, B, (D*), P, Ψ, 33, 81, 104, 326, 365, 629, 1175, 1241, 2464
κυρίου – F, G, Cyp
opuszczony – {\displaystyle {\mathfrak {P}}^{46},} D2 Byz, r, Marcjon
Filipian 2,30
Χριστοῦ (Chrystusa) – {\displaystyle {\mathfrak {P}}^{46},} B, G, 88, 436, 1739, 1881, Orygenes
τοῦ Χριστοῦ (Chrystusa) – D, K, 181, 326, 614, 629, 630, 1877, 1984 1495, Byz, Lect
κυρίου (Pana) – אc, A, P, Ψ, 33, 81, 104, 330, 451, 1241, 1962, 2127, 2492, syr, cop, arm, eth
τοῦ θεοῦ (Boga) – 1985, Chryzostom
opuszczony – C
Filipian 4,13
Χριστω (w Chrystusie)
opuszczony

## List do Kolosan
Kolosan 1,28

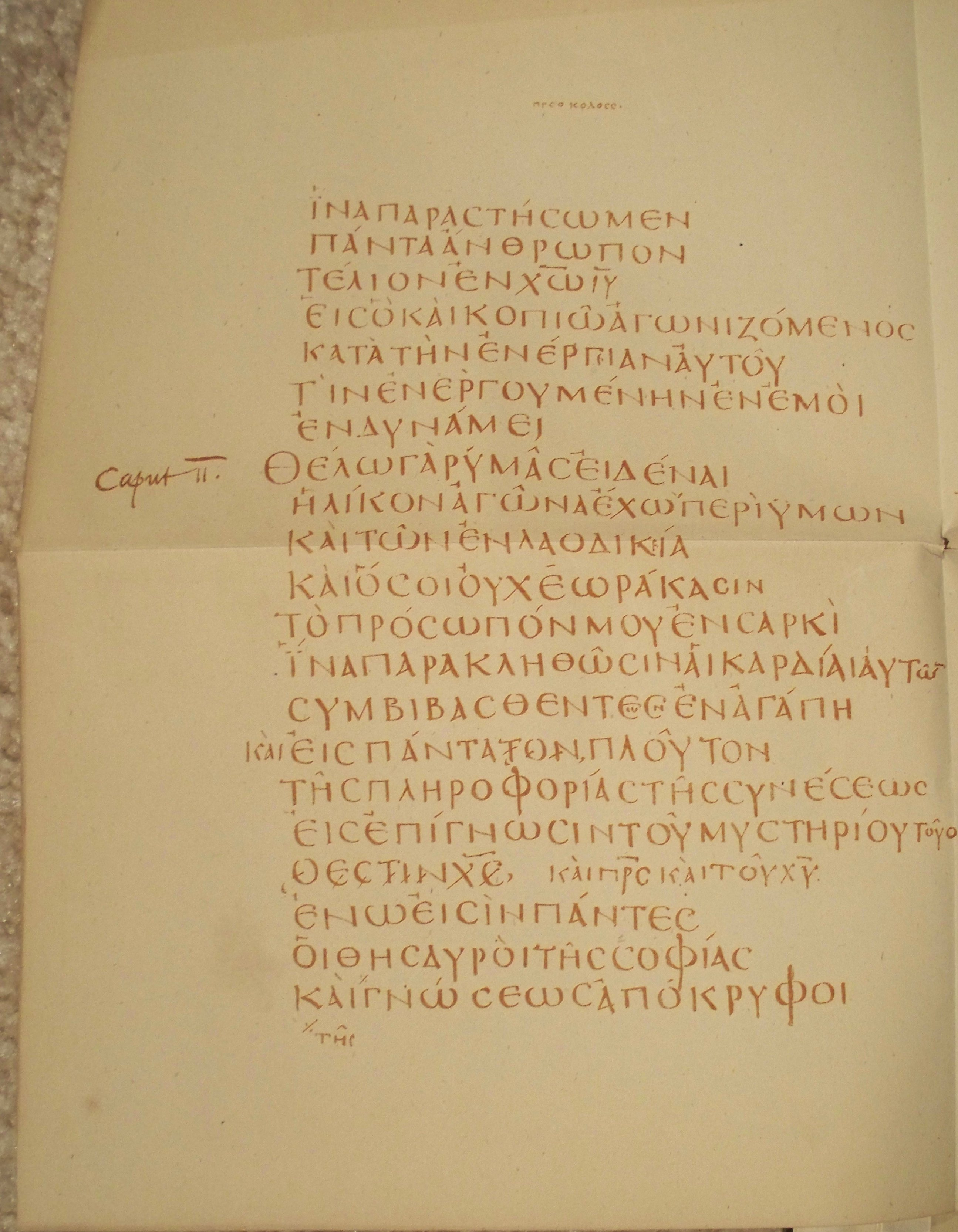
Codex Claromontanus, Kolossan 1,28b-2,3

Χριστω – {\displaystyle {\mathfrak {P}}^{46},} א*, A, B, C, D*, F, G, 33, 81, 1241, 1739, 1881, 2464
Χριστω Ιησου – א2, D2, H, Ψ, Byz
Kolosan 2,14
- Wprawdzie w innych rękopisach znajduje się lekcja: ‘powiódł je w tryumfie w sobie samym’, jednakże w wydaniach greckich jest wersja: ‘na drzewie' (Orygenes, Hom.Joz. 8:3)

Kolosan 3,13
κύριος (Pan) – {\displaystyle {\mathfrak {P}}^{46},} A, B, D*, G, ℓ  809, it, vg, Pelagiusz, Augustyn
Χριστός (Chrystus) – אc, C, Dc, K, P, Ψ, 81, 88, 104, 181, 326, 330, 436, 451, 614, 629, 630, 1241, 1739, 1877, 1881, 1962, 1984, 1985, 2127, 2492, 2495, Byz, Lect, it, syr, cop, goth, eth
θεός (Bóg) – א*
θεός ἐν Χριστῷ (Bóg w Chrystusie) – 33, arm, Augustyn
Kolosan 4,8
γνωτε τα περι ημων – A, B, D*, F, G, P, 048, 33, 81, 365, 1175
γνωτε τα περι υμων – א*
γνω τα περι υμων – {\displaystyle {\mathfrak {P}}^{46}}, א2, C, D1, Ψ, Byz
γνω τα περι ημων – 451, ℓ 598, ℓ 1356

## 1. List do Tesaloniczan
1 Tes 1,7
νήπιοι (dzieci) – {\displaystyle {\mathfrak {P}}^{65}}, א*, B, C*, G, I, Ψ*, 104*, 326c, 451, 1962, 2495, it, vg, cop, eth
ἢπιοι (łagodni) – אc, A, C2, Dc, K, P, Ψc, 33, 81, 88, 104c, 181, 326*, 330, 436, 614, 629, 630, 1241, 1739, 1877, 1881, 1984, 1985, 2127, 2992, Byz, Lect
1 Tes 3,9
θεω (Bogu) – אb, A, B, D2, Ψ, Byz, f, m, vg, syr, cop,
κυριω (Panu) – א*, D*, F, G, a, b, vg, copbo

## 2. List do Tesaloniczan

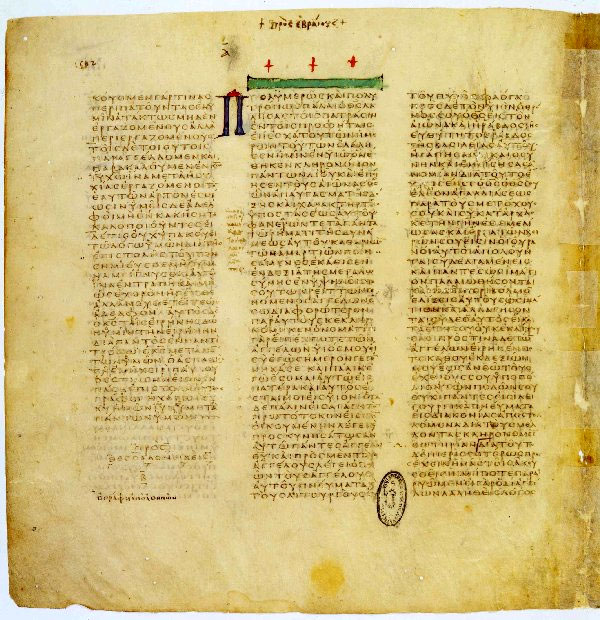
Kodeks Watykański, koniec 2 Listu do Tesaloniczan i początek Listu do Hebrajczyków

2 Tes 1,12
Ιησου (Jezus ) – א, B, D, K, L, Ψ, 0111, 6, 323, 630, 1175, 1241, 2464, Byzpt, itb, copsa, bopt
Ιησου Χριστου (Jezus Chrystus) – A, F, G, P, 0278, 33, 81, 104, 365, 1505, 1739, 1881, Byzpt, lat, syr, copbopt
2 Tes 2,2
Χριστου (Chrystus) – D2, Byz
κυριου (Pan) – rell
2 Tes 2,3
ἀνομὶας (bezprawia) – א, B, 81, 88mg, 104, 326, 436, 1739, 1881, 2127, ℓ 1365
ἁμαρτίας (grzechu) – A, D, G, K, L, P, Ψ, 88*, 181, 330, 451, 614, 629, 630, 1241, 1877, 1962, 1984, 1985, 2492, 2495, Byz, Lect

## 1. List do Tymoteusza

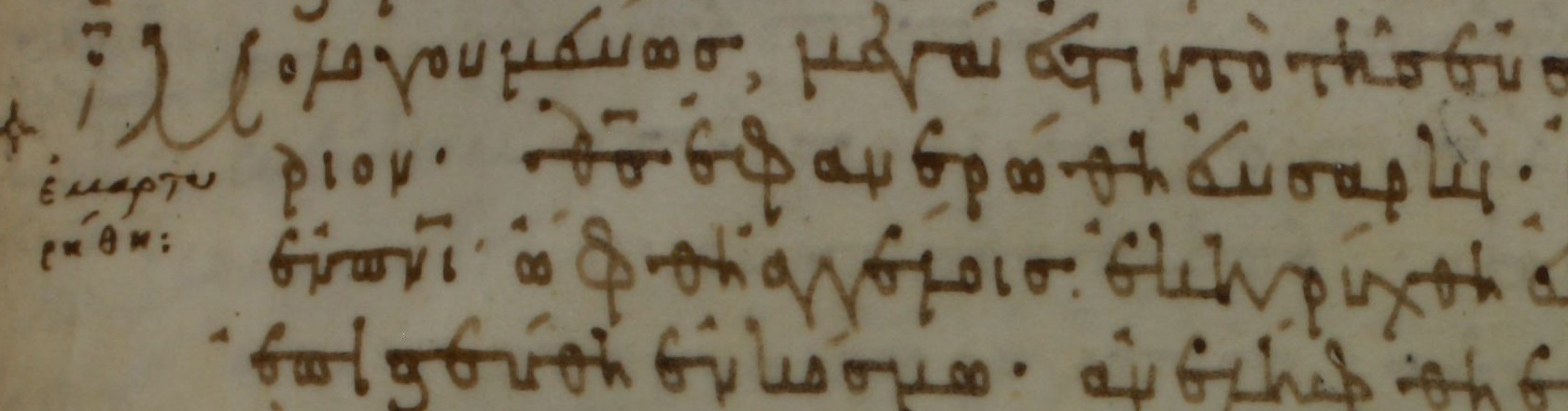
Minuskuł 1424, IX/X wiek, wariant „Bóg objawiony” (druga linijka)

1 Tym 3,1
ανθρωπινος (ludzki albo człowieka) – D*, itb, d, g, m, mon, Ambroży, Hieronimmss, Augustyn
πιστος (prawdziwy) – większość mss
1 Tym 3,16
ὅς ἐφανερώθη (który został objawiony) – א, C, G, 33, 365, 442, 2127, ℓ 599, syr, goth, eth
ὅ ἐφανερώθη – D*, it, vg
ω ἐφανερώθη – 061
θεός ἐφανερώθη (Bóg objawiony) – אe, A2, C2, Dc, K, L, P, Ψ, 81, 104, 181, 326, 330, 436, 451, 614, 629, 630, 1241, 1739, 1877, 1881, 1962, 1984, 1985, 2492, 2495, Byz, Lect
ὁ θεός ἐφανερώθη (Bóg objawiony) – 88
1 Tym 4,10
αγωνιζομεθα (walczymy) – א*, A, C, Fgr, Ggr, K, Ψ, 33, 88, 104, 326, 442, 915, 1175
ονειδιζομεθα (obrażani jesteśmy) – אc, D, L, (P ονειδιζωμεθα), 81, 181, 330, 436, 451, 614, 629, 630, 1241, 1739, 1877, Byz, Lect
ωνειδιζομεθα (obrażani jesteśmy) – 1881, 1985
1 Tym 5,19
ἐκτὸς εἰ μὴ ἐπὶ δύο ἢ τριῶν μαρτύρων (z wyjątkiem jeżeli jest oparta na dwóch albo trzech świadkach), ominięty przez b, Ambrozjaster, Pelagiusz, Cyprian
1 Tym 6,7
οτι – א, A, F, G, 048, 061, 33, 81, 1739, 1881
δηλον οτι – ‭אc, Dc, K, L, P, Ψ, 104, 181, 326, 330, 436, 451, 614, 629, 630, 1241, 1877, 1962, 1984, 1985, 2127, 2492, 2495, Byz
αλητες οτι – D*

## 2. List do Tymoteusza
2 Tym 1,11
καὶ διδάσκαλος (i nauczyciel) – א*, A, I, 1175, syrpal
καὶ διάκονος (i sługa) – 33
καὶ διδάσκαλος ἐθνῶν (i nauczyciel narodów) – אc, D, G, K, Ψ, 81, 88, 104, 181, 326, 330, 436, 451, 614, 629, 630, 1241, 1739, 1877, 1881, 1962, 1985, 2127, 2492, 2495, Byz, Lect
2 Tym 2,14
θεοῦ (Boga) – א, C, G, I, 330, 436, 451, 614, 629, 630, 1877, 1962, 2492, 2495, ℓ 598, it
κυρίου (Pana) – A, D, K, P, Ψ, 048, 81, 88, 104, 181, 326, 1241, 1739, 1881, 1984, 1985, 2127, Byz, Lect
Χριστου – 206, 429, 1758
2 Tym 4,6
- ‘Nadszedł czas mojej rozłąki’, albo – jak czytamy w rękopisach greckich* – ‘mojego powrotu’ (Orygenes, Hom. Lb. 24:1; przyp.: „Dodatek Rufina”)

## List do Tytusa

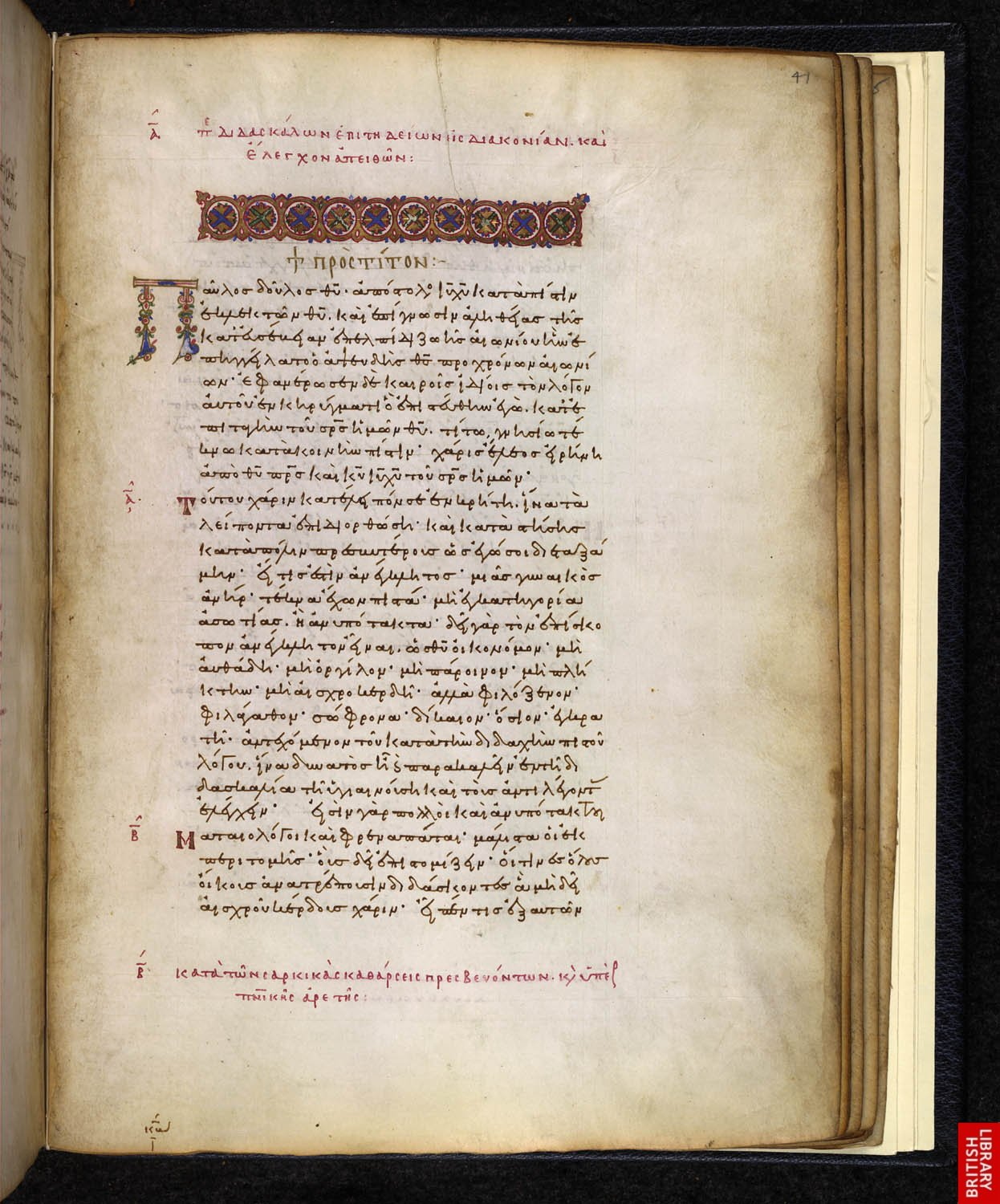
Tytus 1-12a w minuskule 699

Tytus 1,14
ἐντολαῖς (przykazań) – większość mss
ἐνταλμασιν (ustaw) – F, G
γενεαλογιας (genealogii) – 1908
Tytus 3,9
λογομαχιας – F, G
γενεαλογίας – większość mss

## List do Filemona
Filemon 1
Παῦλος δέσμιος Χριστοῦ Ἰησοῦ (Paweł więzień Chrystusa Jezusa) – większość mss
Παῦλος ἀπόστολος Χριστοῦ Ἰησοῦ (Paweł apostoł Chrystusa Jezusa) – D*
Παῦλος ἀπόστολος δέσμιος Χριστοῦ Ἰησοῦ (Paweł apostoł, więzień Chrystusa Jezusa) – 629
Παῦλος δοῦλος Χριστοῦ Ἰησοῦ (Paweł sługa Chrystusa Jezusa) – 323, 945

## List do Hebrajczyków

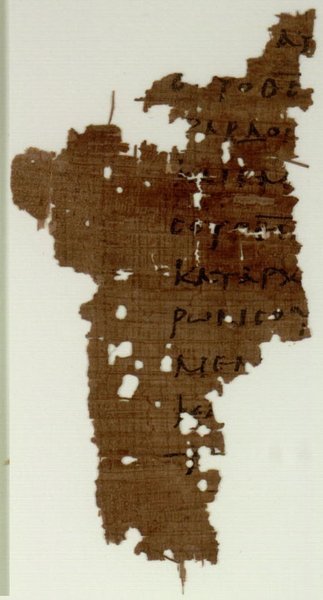
Hebr 1,7-12 w Papirus 104

Hebr 1,3
podtrzymujący wszystko słowem swojej potęgi – większość mss wszystkich tradycji
objawiający wszystko słowem swojej potęgi – B
Hebr 1,3
της δυναμεως αυτου, καθαρισμον – א, A, B, H*, P, Ψ, 33, 81, 181, 436, 629, 917, 1175, 1836, 1962, 2492
της δυναμεως αυτου, δι' αυτου καθαρισμον – D, Hc, K, L, 88, 104, 181mg, 326, 330, 424*, 451, 614, 630, 1241, 1877, 1881c, 1984, 1985, 2495, Byz, Lect
της δυναμεως, δι' αυτου καθαρισμον – {\displaystyle {\mathfrak {P}}^{46},} 0243, 424c, 1739, 1881*, 2127, ℓ 603
Hebr 2,1
cały wiersz opuszczony przez 0243, 1739, 1881
Hebr 2,9
χάριτι θεοῦ (łaską Boga) – {\displaystyle {\mathfrak {P}}^{46},} א, A, B, C, D, K, P, Ψ, 33, 81, 88, 104, 181, 326, 330, 424, 436, 451, 614, 629, 630, 1241, 1877, 1881, 1962, 1984, 1985, 2127, 2492, 2495, Byz, Lect, it, cop, arm, eth, Orygenes, Euzebiusz, Atanazy
χωρὶς θεοῦ (bez Boga) – 0243, 424c, 1739, mss, Orygenes
Hebr 8,11
πολιτην – {\displaystyle {\mathfrak {P}}^{46},} א, A, B, D, K, 33, 88, 181, 330, 451, 614, 1241, 1739, 1877, 1881, 1962, 1984, 1985, 2127, 2492, 2495, Byz, Lect
πλησιον – P, 81, 104, 436, 629, 630, 1985
πλησιον αυτου και εκαστος τον πολιτην – 326
Hebr 10,11
ιερευς (kapłan) – {\displaystyle {\mathfrak {P}}^{46},} א, D, K, Ψ, 33, 81, 326, 330, 629, 1241, 1739, 1881, 1984, 2495, Byz, Lect
αρχιερευς (arcykapłan) – A, C, P, 88, 104, 181, 436, 451, 614, 630, 1877, 1962, 2127, 2492, syr, cop, arm, eth
Hebr 12,20
η βολιδι κατατοξευθησεται (albo pociskiem przebite) – minuskuł 2
Hebr 13,12
πυλης – większość mss
παρεμβολης – {\displaystyle {\mathfrak {P}}^{46},} P, 104
Hebr 13,20
Ιησουν – większość mss
Χριστον – D, Ψ, 33, 104, 323, 629
Hebr 13,21
παντι αγαθω – א, D, Ψ, it
εργω αγαθω – arm
παντι εργω αγαθω – C, Dc, K, P, 0121b, 33, 81, 88, 104, 181, 326, 330, 436, 451, 614, 629, 630, 1241, 1739, 1877, 1881, Byz
παντι εργω και λογω αγαθω – A
- ‘zaznał śmierci za wszystkich z wyjątkiem Boga’; w niektórych bowiem rękopisach Listu do Hebrajczyków zamiast: ‘z łaski Boga’, czytamy: ‘z wyjątkiem Boga’ (Orygenes, Kom.Jn. 1:255)

## List Jakuba

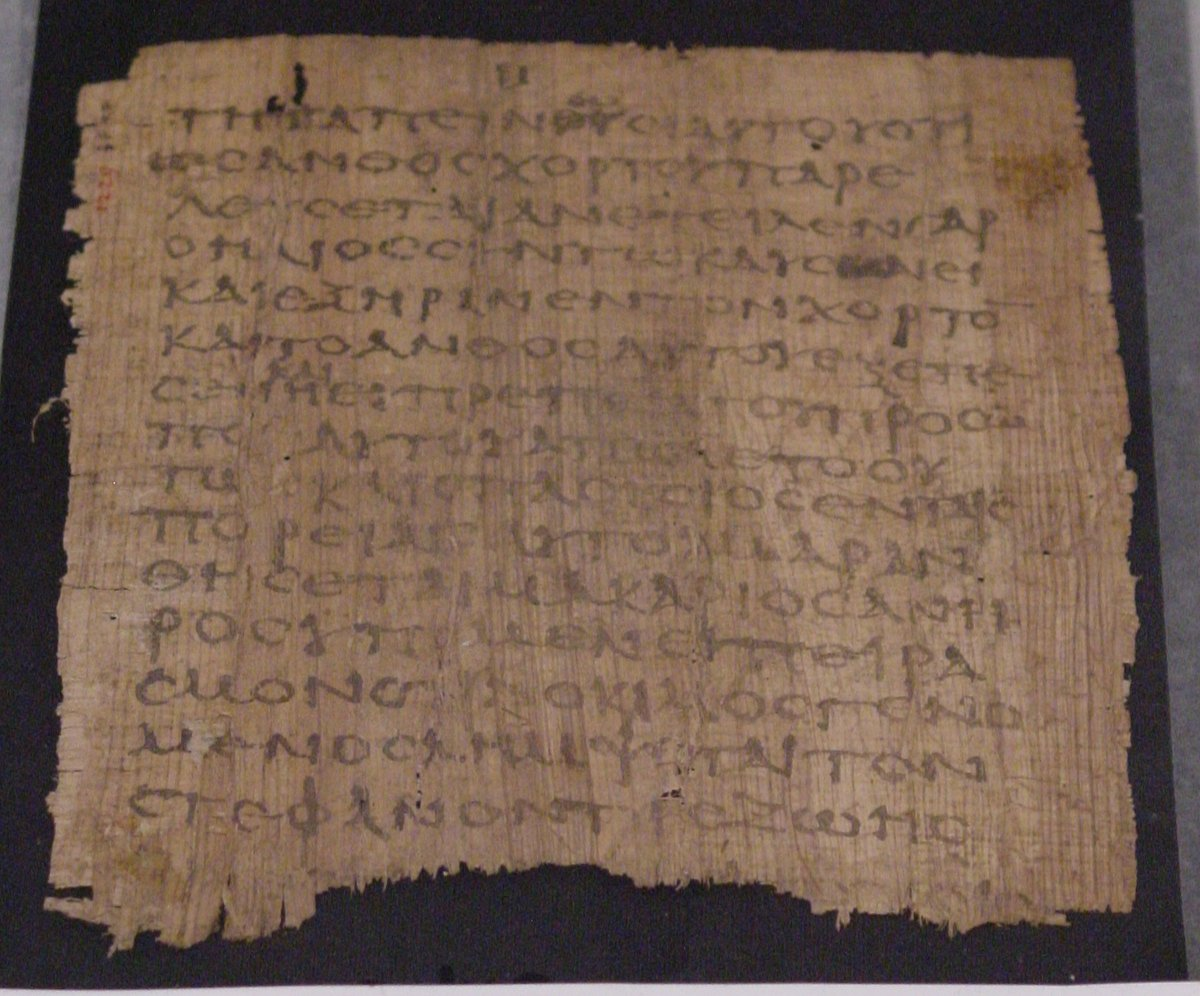
Papirus 23 z tekstem Jk 1,10-12

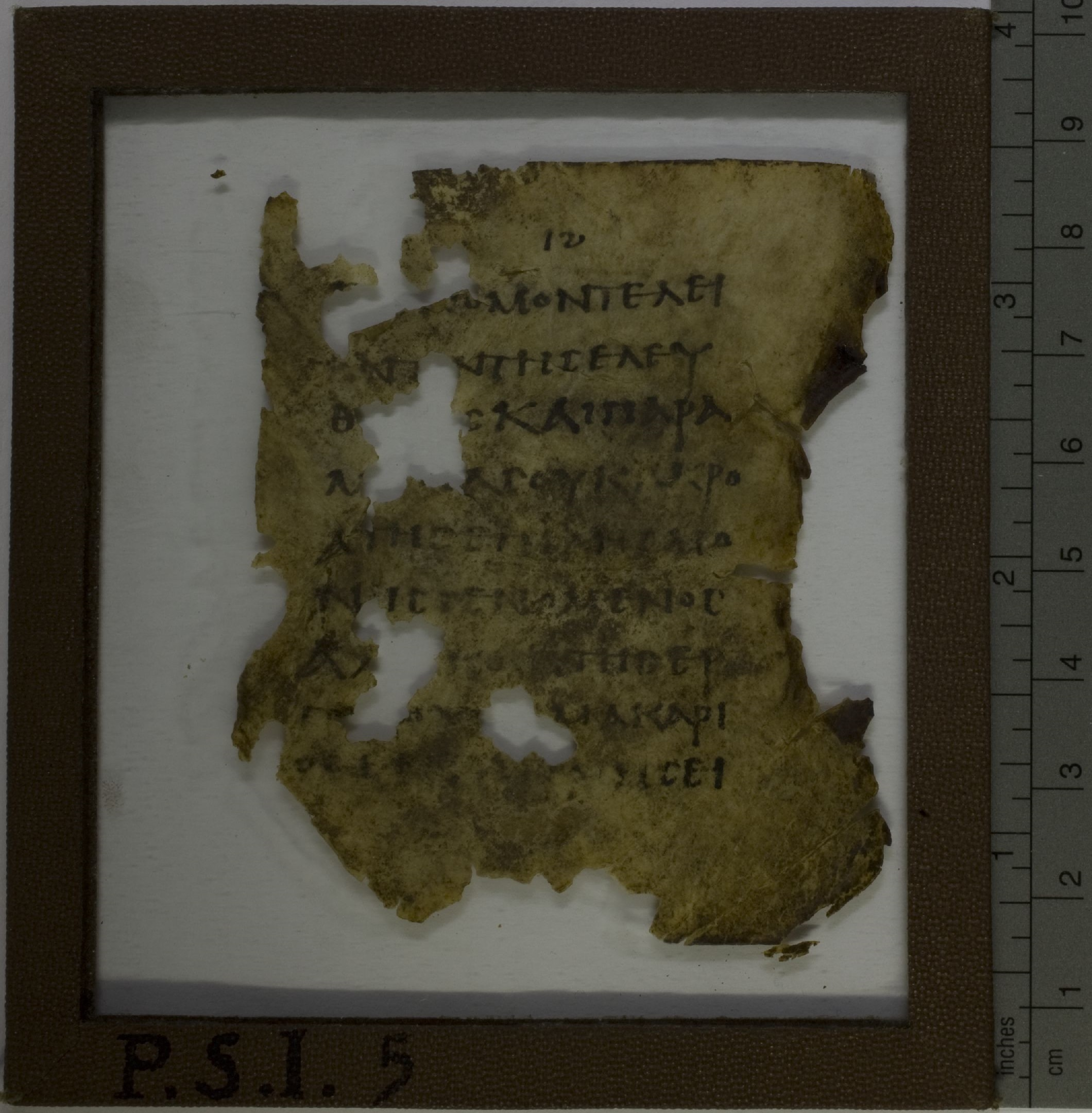
Kodeks 0173 z tekstem Jk 1,25-27

Jakub 1,12
ο κυριος (Pan) – P, 0246, Byz
κυριος (Pan) – C
ο θεος (Bóg) – 2816, 33vid, 323, 945, 1739, vg, syrp
brak – א, A, B, Ψ, 81, ff, cop
Jakub 1,22
λογου (słowa) – większość mss
νομου (prawa) – C2, 88, 621, 1067, 1852
Jakub 1,25
ποιητης εργου – większość mss
ακροατης νομου και ποιητης εργου – 33
Jakub 2,19
εἵς ἐστιν ὁ θεός (jeden jest Bóg) – {\displaystyle {\mathfrak {P}}^{74}}, א, A, 2464, itar, c, dem, div, p, s, z, vg, syrp, copsa, bo, arm, eth
εἵς ἐστιν θεός (jeden jest Bóg) – 945, 1241, 1739
εἵς θεος εστιν (jeden Bóg jest) – B, 614, 630, 1505, 2412, 2495
εἵς ὁ ἐστιν θεός (jeden jest Bóg) – C, 33, 81, 2992, syrh
ὁ θεος εἵς εστιν (Bóg jeden jest) – Kmg, 049, 056, 0142, 88, 104, 181, 326, 436, 629, 1877, Byz, Lect
θεος εἵς εστιν (Bóg jeden jest) – 330, 451, 2127
εἵς ὁ θεός (jeden Bóg) – Cyryl
ἐστιν θεός (jest Bóg) – Ψ
unus Deus (jeden Bóg) – ff
Jakub 2,20
αργη – B, C, 322, 323, 945, 1739
νεκρα – א, A, C3, K, P, Ψ, 049, 056, 0142, 33, 81, 88, 104, 181, 326, 330, 436, 451, 614, 629, 630, Byz
κενη – {\displaystyle {\mathfrak {P}}^{74},} itff
Jakub 4,4
μοιχαλιδες – א*, A, Β, 33, 81, 1241, 1739, it, vg
μοιχοι και μοιχαλιδες – אc, K, P, Ψ, 049, 056, 0142, 88, 104, 181, 326, 330, 436, 451, 614, 629c, 630, 945, 1505, 1877, 2127, 2412, 2492, 2495, Byz
μοιχοι – 629*

## 1. List Piotra
1 Piotr 1,22
ἀληθείας (prawdę) – {\displaystyle {\mathfrak {P}}^{72}}, א, A, B, C, Ψ, 33, 81, 436, 629, 945, 1241, 1739, 1881, 2492, syrp, h, copsa, bo,
ἀληθείας διὰ πνεύματος (prawdę i ducha) – k, P, 049, 056, 0142, 88, 104, 181, 326, 330, 451, 614, 630, 1505, 1877, 2127, 2412, 2495, Byz, Lect
fidei per spiritum (wiarę przez ducha) – itm
caritatis (łaskę) – itar, c, dem, div, p, z, vg
1 Piotr 1,22b
εκ καθαρας καρδιας – {\displaystyle {\mathfrak {P}}^{72},} א*, C, Ψ, 049, 056, 0142
εκ καρδιας αληθινας – אc, eth
εκ καρδιας – A, B, it, vg
1 Piotr 3,15
τὸν Χριστόν (Chrystusa) – {\displaystyle {\mathfrak {P}}^{72},} א, A, B, C, Ψ, 326mg, 614, 630, 945, 1739, 1881, 2412, it, vg, syr, copsa, bo, arm
τὸν Θεόν (Boga) – K, L, P, 049, 056, 0142, 81, 88, 104, 181, 326txt, 330, 436, 451, 1241, 1505, 1877, 2127, 2492, 2495, Byz, Lect
τὸν Θεόν ἡμῶν (Boga naszego) – ℓ 1441
1 Piotra 3,18
ἔπαθεν (cierpiał) – B
ἀπέθανεν (umarł) – {\displaystyle {\mathfrak {P}}^{72},} א, A, C, Ψ, 1739, 1852, cop, vg
1 Piotr 5,13
ἐν Βαβυλῶνι (w Babilonie) – większość mss
ἐν Ρωμη (w Rzymie) – 2138, pc
ἐν ἐκκλησια (w kościele) – א, pc, vgmss, syrp

## 2. List Piotra
2 Piotra 1,3
ἰδίᾳ δόξῃ καί ἀρετῇ – א, A, C, P, Ψ, 33, 81, 88, 104, 436, 614, 629, 630, 945, 1241, 1505, 1739, 1881, 2412, 1495, it, vg, syr, copsa, bo, arm
διὰ δόξης καί ἀρετῆς – {\displaystyle {\mathfrak {P}}^{72},} B, K, L, 049, 056, 0142, 0209vid, 181, 330, 451, 1877, 2492, Byz, Lect, ℓ 598m, ℓ 1365m
per propria gloria et virtute – itz
2 Piotra 2,13 (por Juda 12)
απαταις – większość mss
αγαπαις – Ac, B, Ψ, 623, 1243, 1611, 2464
αγνοιαις – 322, 323, 945 (1241), 1739, 1881
2 Piotra 2,15
Βοσορ – {\displaystyle {\mathfrak {P}}^{72},} אc, Ac, C, K, Ψ, 048, 049, 056, 0142, 81, 88, 104, 181, 326, 330, 436, 451, 614, 630, 945, 1241, 1505, 1739, 1877, 1881, 2127, 2412, 2492, Byz, Lect, it, vg
Βοσυρ – 2495
Βεωρ – B, 453, vgmss, syrph, copsa, arm
Βεωορσορ – א*
2 Piotra 3,10
κατακαήσεται (spalona) – A
(odkryta) – א, B, 1739, 1852
εὑρεθήσεται (obnażona) – {\displaystyle {\mathfrak {P}}^{72}}
ἀφανισθήσονται (zniknie) – C
pominięte – Ψ

## 1. List Jana
1 Jana 4,3
τὸν Ἰησοῦν (Jezusa) – A, B, 945, 1241, 1739
Ἰησοῦν Χριστόν (Jezusa Chrystusa) – 629*
τὸν Χριστόν (Chrystusa) – copsa, bo
τὸν Ἰησοῦν ἐν σαρκὶ ἐληλυθότα (Jezusa przychodzącego w ciele) – Ψ, 33, 81, 436, 630, 1505, 2495,
τὸν Ἰησοῦν κύριον ἐν σαρκὶ ἐληλυθότα (Jezusa Pana w ciele przychodzącego) – א
τὸν Ἰησοῦν Χριστὸν ἐν σαρκὶ ἐληλυθότα (Jezusa Chrystusa w ciele przychodzącego) – K, 056, 0142, 181, 330, 629c, 1877, 2127, 2492
τὸν Χριστὸν Ἰησοῦν ἐν σαρκὶ ἐληλυθότα – 614, 2412
τὸν Ἰησοῦν ἐν σαρκὶ ἐληλυθότα – 049, 88, 104, 326, 451, Byzpt, Lect
- ‘Wszelki zaś duch, który nie uznaje Jezusa, nie jest z Boga’. Tę bowiem myśl usunęli ze starych odpisów ci, którzy pragnęli oddzielić bóstwo od człowieczeństwa (Sokrates Scholastyk, HE 7:32)

1 Jana 5,6
δι' ὕδατος καὶ αἵματος (przez wodę i krew) – B, K, Ψ, 049, 056, 0142, 181, 330, 451, 629, 1739*, 1881, 2127, Byz, Lect, it, vg, syrp
δι' ὕδατος καὶ πνεύματος (przez wodę i ducha) – 43, 241, 463, 945, 1241, 1831, 1877*, 1891
δι' ὕδατος καὶ πνεύματος καὶ αἵματος (przez wodę i ducha, i krew) – P, 81, 88, 442, 630, 915, 2492, arm, eth
δι' ὕδατος καὶ αἵματος καὶ πνεύματος (przez wodę i krew, i ducha) – א, A, 104, 424c, 614, 1739c, 2412, 2495, l598m, syrh, copsa, bo, Orygenes
δι' ὕδατος καὶ αἵματος καὶ πνεύματος ἁγίου (przez wodę i krew, i Ducha Świętego) – 39, 61, 326, 1837
1 Jana 5,7b-8a

## 2. List Jana
2 Jana 3
Ἰησοῦ (Jezusa) – A, B, Ψ, 048, 0238, 81, 88, 326, 436, 629, 1505, 1739, 2127, 2495, it, vg, copsa, eth
κύριου Ἰησοῦ (Pana Jezusa) – א, K, L, P, 049, 056, 0142, 33, 181, 330, 451, 614, 630, 945, 1877, 1881, 2412, 2492, Byz, Lect, ℓ 1439, syrh, copbomss, arm
κύριου Ἰησοῦ ἡμῶν (Pana Jezusa naszego) – syrph, copbo
2 Jana 9
διδαχη – א, A, B, Ψ, 33, 81, 1241, 1739, 1881
διδαχη αυτου – it, syr
διδαχη του Χριστου – K, L, P, 049, 056, 0142, 88, 104, Byz, Lect
2 Jana 13
της εκλεκτης – א, Α, Β, P, Ψ, 33, 81, 88, 104, 1739, 1881, 2127, 2492
της εκλεκτης. αμην – K, L, 049, 056, 0142, 181, 326, 330, 451, 614, 945, 1505, 1877, 2412, 2495, Byz, Lect
της εκκλησιας. αμην – vgmss
της εκλεκτης της εν Εφεσω – 465mg
της εκλεκτης. η χαρις μετα σου. αμην – 429, 629, 1758, 1881
της εκλεκτης. η χαρις μεθ' υμων. αμην – syrh
brak – 436

## 3. List Jana
3 Jana 3
γαρ – A, B, C, K, P, Ψ, 048, 056, 0142, 88, 181, 326, Byz, Lect
brak – 33, 81, 104, 2127, 2495, it, vg, cop, arm, eth
3 Jana 12
ἀληθεὶας (prawdę) – większość mss wszystkich typów tekstu
ἐκκλησὶας (kościół) – {\displaystyle {\mathfrak {P}}^{74},} A
ἐκκλησίας και της ἀληθεὶας (kościół i prawdę) – C, syr

## List Judy
Juda 4
κριμα – א, C, P
κήρυγμα – Ψ
Juda 5
παντα οτι κυριος απαξ (wszystko, że Pan wprawdzie) – א, Ψ
παντα οτι ο κυριος απαξ (wszystko, że Pan wprawdzie) – C, 630, 1505, 2412, 2495
παντα οτι ο θεος απαξ (wszystko, że Bóg wprawdzie) – 2492
απαξ παντα οτι Ιησους – A, B, 33, 81, 2344, ar, dem, div, vg, eth
απαξ παντα οτι κυριος – Efrem
απαξ παντα οτι ο θεος – C2
απαξ παντας οτι θεος Χριστος – {\displaystyle {\mathfrak {P}}^{72}}
απαξ τουτο οτι ο κυριος – L, 049, 104, 181, 326, 330, 436, 451, 629, 945, 1877, 2127, Byz, Lect
τουτο απαξ οτι ο κυριος (to wprawdzie, że Pan) – K, 056
απαξ τουτο υμας οτι ο κυριος (wprawdzie to wy, że Pan) – 0142
παντα οτι Ιησους απαξ – 322, 323, 665, 1241, 1739, 1881, 2298, itc, copbo
παντα οτι ο Ιησους απαξ (wszystko, że Jezus wprawdzie) – 88, 915
Juda 12 (por 2 Pt 2,13)
αγαπαις – większość mss
απαταις – A, C, 1243, 1846
ευωχιαις – 6
Juda 22
ἐλεᾶτε διακρινομένους – א, Β, Ψ2, Ψ, 88, l680, syrh
ἐλέγχετε διακρινομένους – A, C*, 33, 81, 326, 436, 1241, 1739, 1881, it, vg, copbo, arm
ἐλέγετε διακρινομένους – 181
ἐλεεῖτε διακρινόμενοι – K, L, P, 049, 056, 0142, 104, 330, 451, 630, 945, 1877, 2127, 2412, 2495, Byz, Lect

## Apokalipsa św. Jana

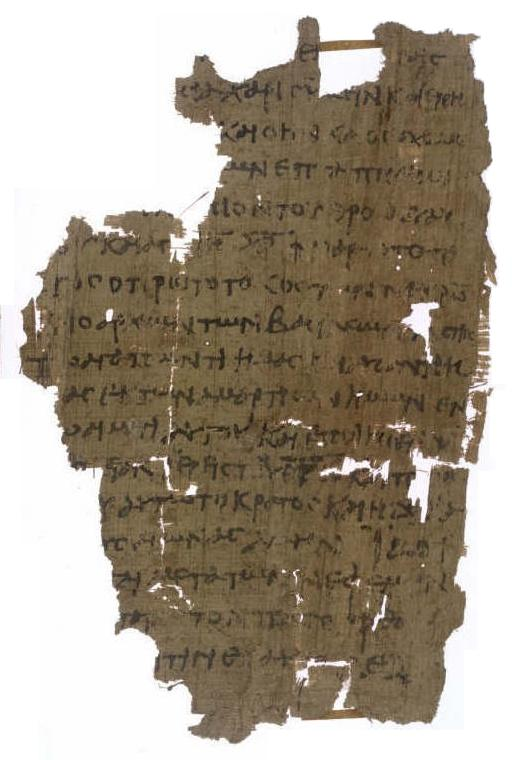
Ap 1,4-7 w

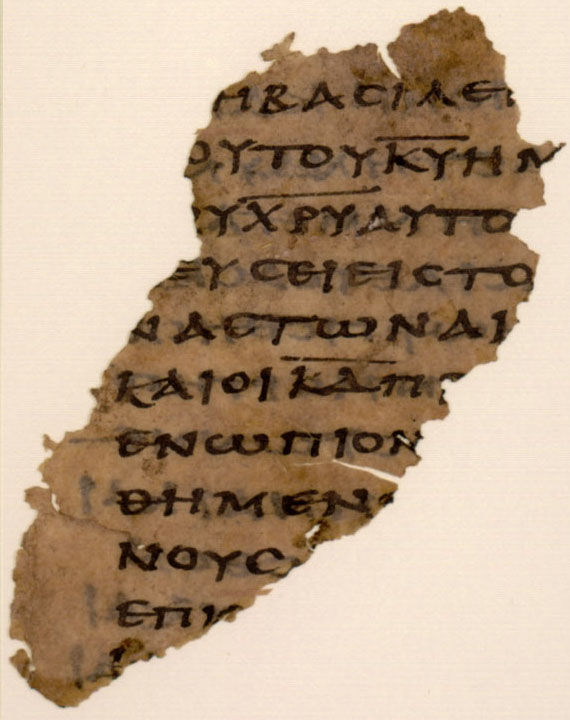
Kodeks 0308, w Ap 11,18 przekazuje wariant „sługom i prorokom”

Ap 1,5
λυσαντι ημας εκ (uwolnił nas od) – {\displaystyle {\mathfrak {P}}^{18}}, אc, A, C, 1, 2020, 2081,
λουσαντι ημας απο (oczyścił nas z) – P, 046, 94, 1006, 1859, 2042, 2065, 2073, 2138, 2432
Ap 1,6
βασιλειαν (królestwo) – א, A, 046, 1854, 2050, 2351
βασιλεις (królowie) – P, ByzA
Ap 1,11
ἐγὼ τὸ Α καὶ τὸ Ω (Ja jestem Alfa i Omega) – rękopisy z grupy ByzA
pomijają – א, A, C, 1006, 1841, 2050, ByzK
Ap 5,9
ἠγόρασας τῷ θεῷ (odkupił Bogu) – A, eth
ἠγόρασας τῷ θεῷ ἡμας (odkupił Bogu nas) – א, O46, 1006, 1611, 1859, 2020, 2042, 2053, 2065, 2081, 2138, 2432, copbo
ἠγόρασας ἡμας τῷ θεῷ (odkupił nas Bogu) – 94, 1828, 2073, 2344, copsa
ἠγόρασας ἡμας (odkupił nas) – 1, 2065*, Cyprian
Ap 6,17
αυτων (ich) – א, C, 94, 1611, 1828
αυτου (jego) – A, P, 046
Ap 11,18
τοις δουλοις σου και τοις προφηταις (sługom swoim i prorokom) – {\displaystyle {\mathfrak {P}}^{47}}, א, 0308
τοις δουλοις σου τοις προφηταις (sługom swoim prorokom) – A, Byz
Ap 13,18
εξακοσιοι εξηκοντα εξ (sześćset sześćdziesiąt sześć) – większość mss
χξς (666) – {\displaystyle {\mathfrak {P}}^{47},} 051, Byz
εξακοσιοι τεσσαρακοντα εξ (sześćset czterdzieści sześć) – itar
εξακοσιοι δεκα εξ (sześćset szesnaście) – {\displaystyle {\mathfrak {P}}^{115}}, C itz
εξακοσιοι εξηκοντα πεντε (sześćset sześćdziesiąt pięć) – 2344
Ap 22,14
ποιουντες τας εντολας αυτου (przestrzegających przykazań Jego) – 046, 1, 94, 1611, 1854, 1859, 2042, 2065, 2073, 2138, 2432
πλυνοντες τας στολας αυτων (piorących szaty swoje) – א, A, 1006, 2020, 2053